# G20 del 2023
Il 18º vertice del Gruppo dei venti (G20) si è tenuto all'International Exhibition-cum-Convention Centre (IECC) di Nuova Delhi il 9-10 settembre 2023.

## Partecipanti

### Paesi membri

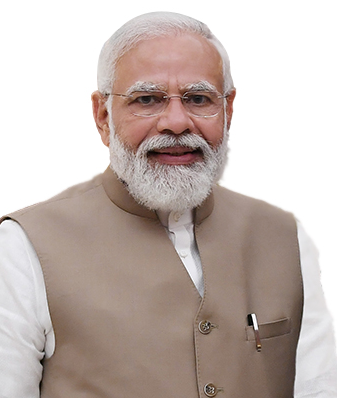
India Narendra Modi, Primo ministro dell'India, Presidente del G20
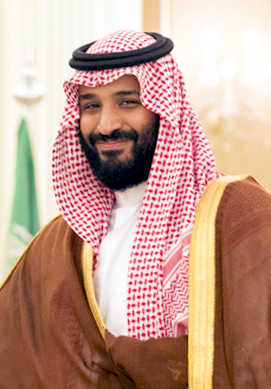
Arabia Saudita Mohammad bin Salman Al Sa'ud, Principe della corona e Primo ministro
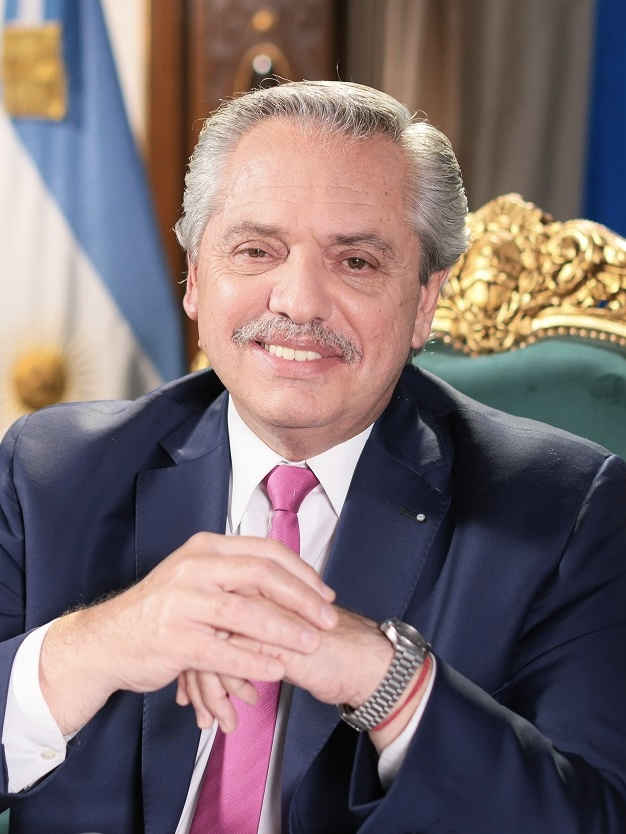
Argentina Alberto Fernández, Presidente
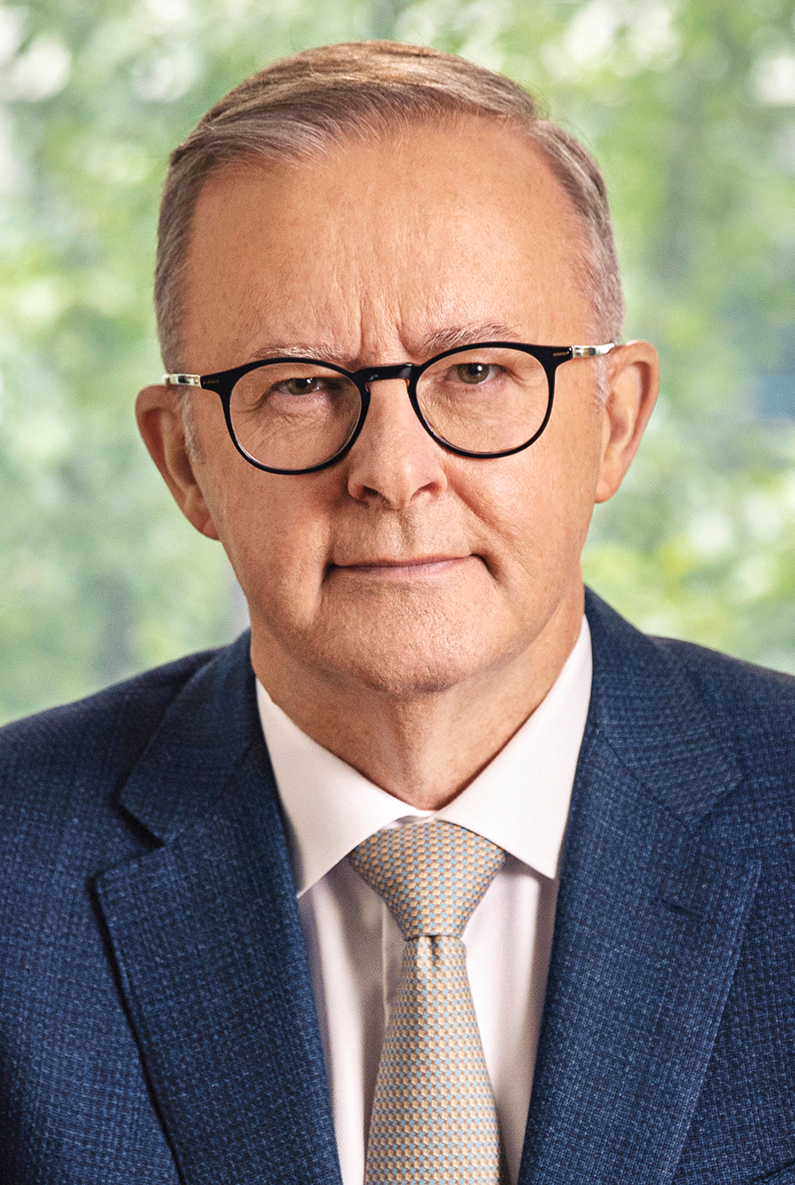
Australia Anthony Albanese, Primo ministro
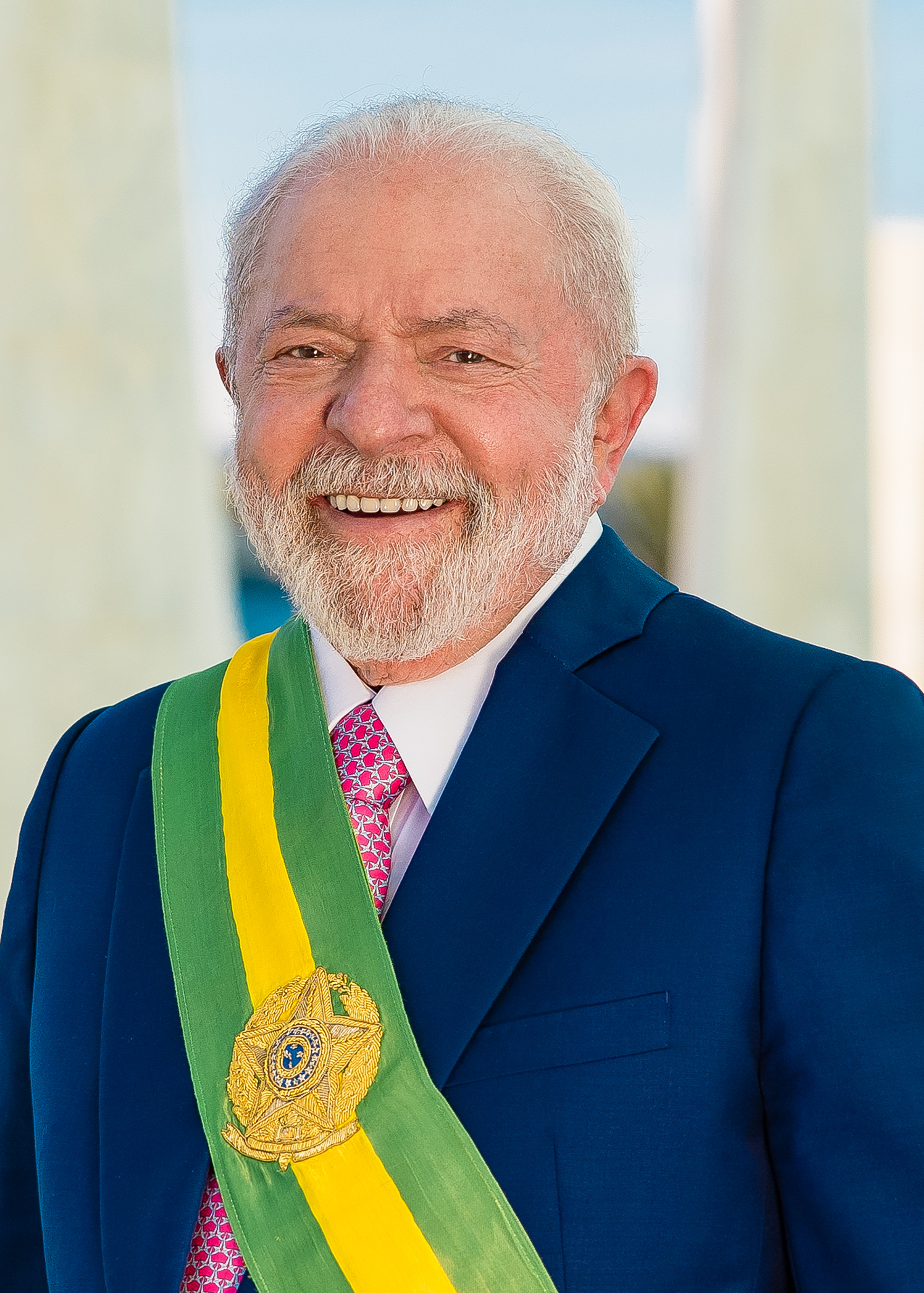
Brasile Luiz Inácio Lula da Silva, Presidente
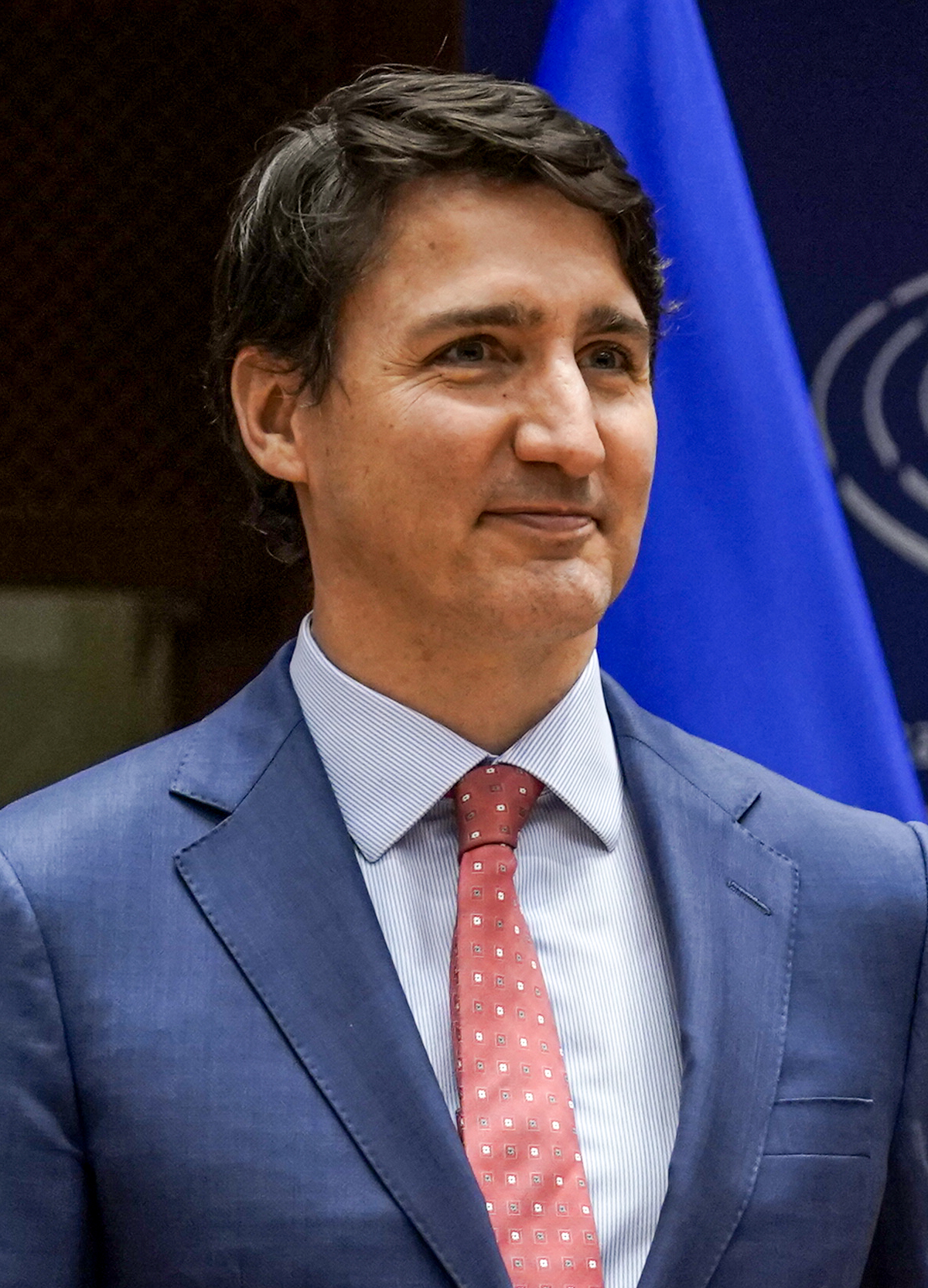
Canada Justin Trudeau, Primo ministro
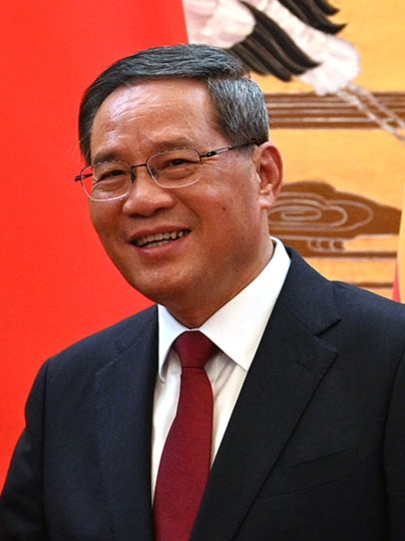
Cina Li Qiang, Primo ministro
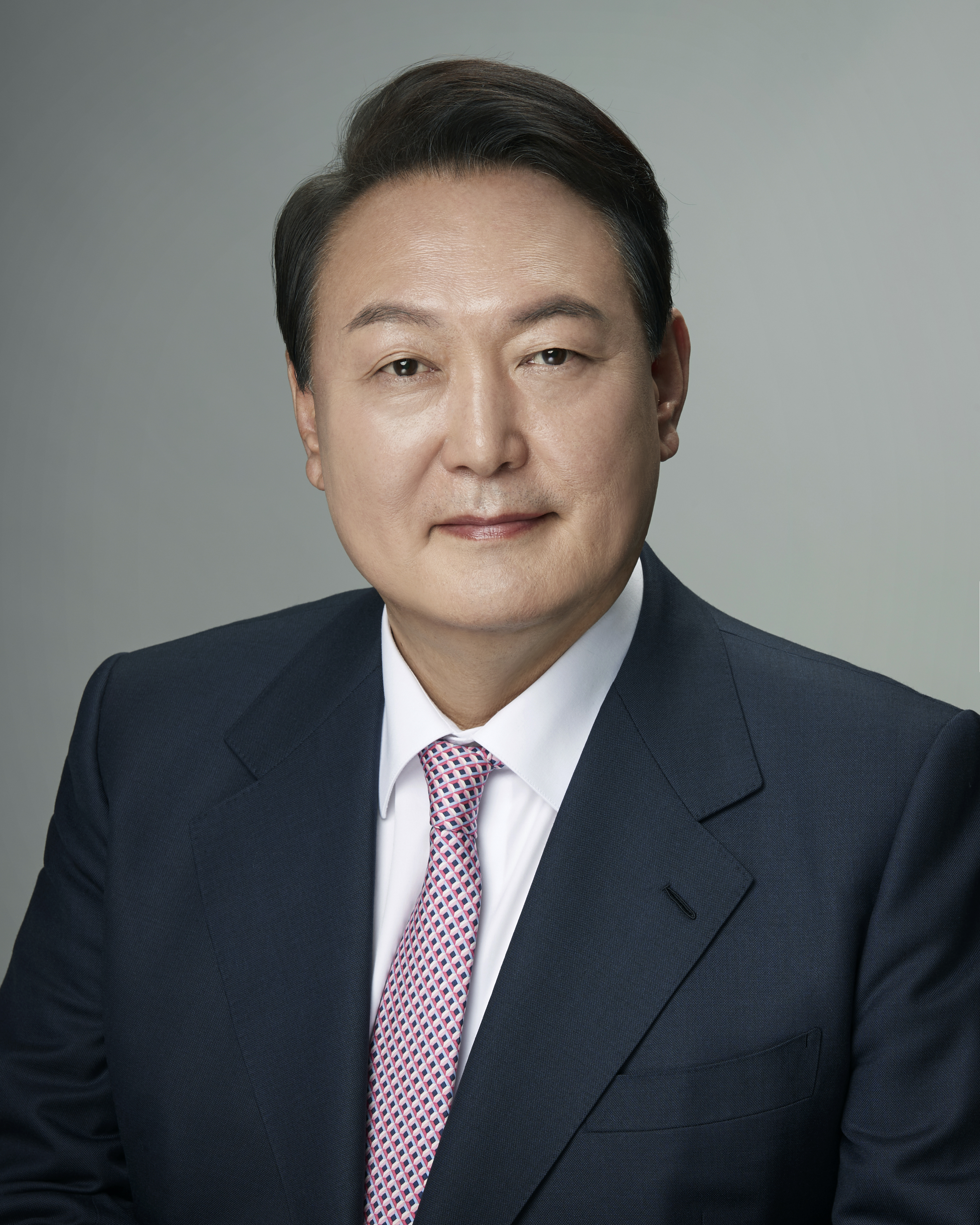
Corea del Sud Yoon Suk-yeol, Presidente
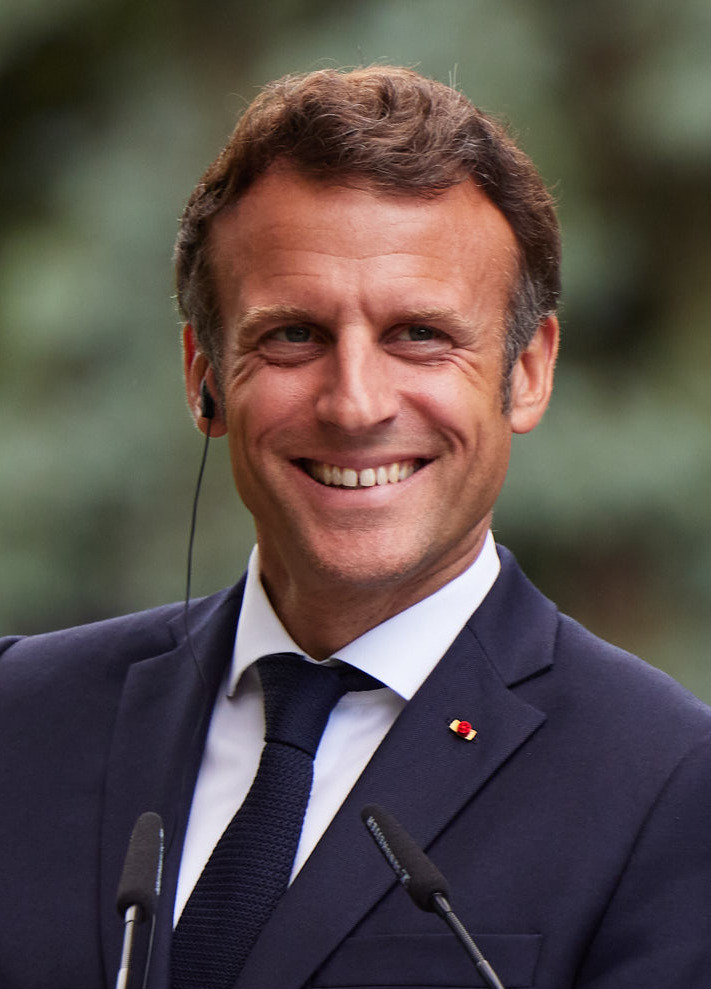
Francia Emmanuel Macron, Presidente
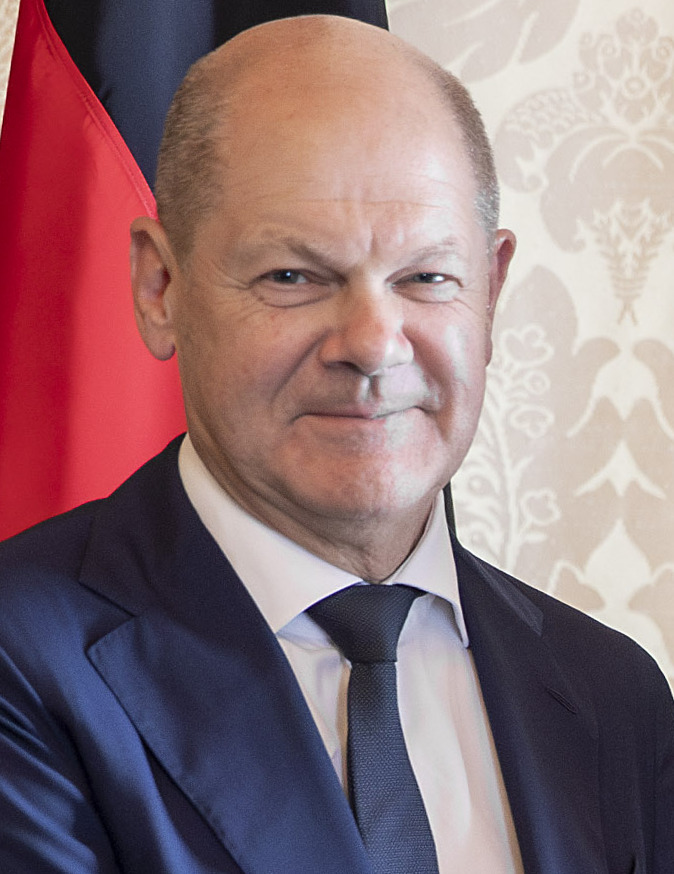
Germania Olaf Scholz, Cancelliere
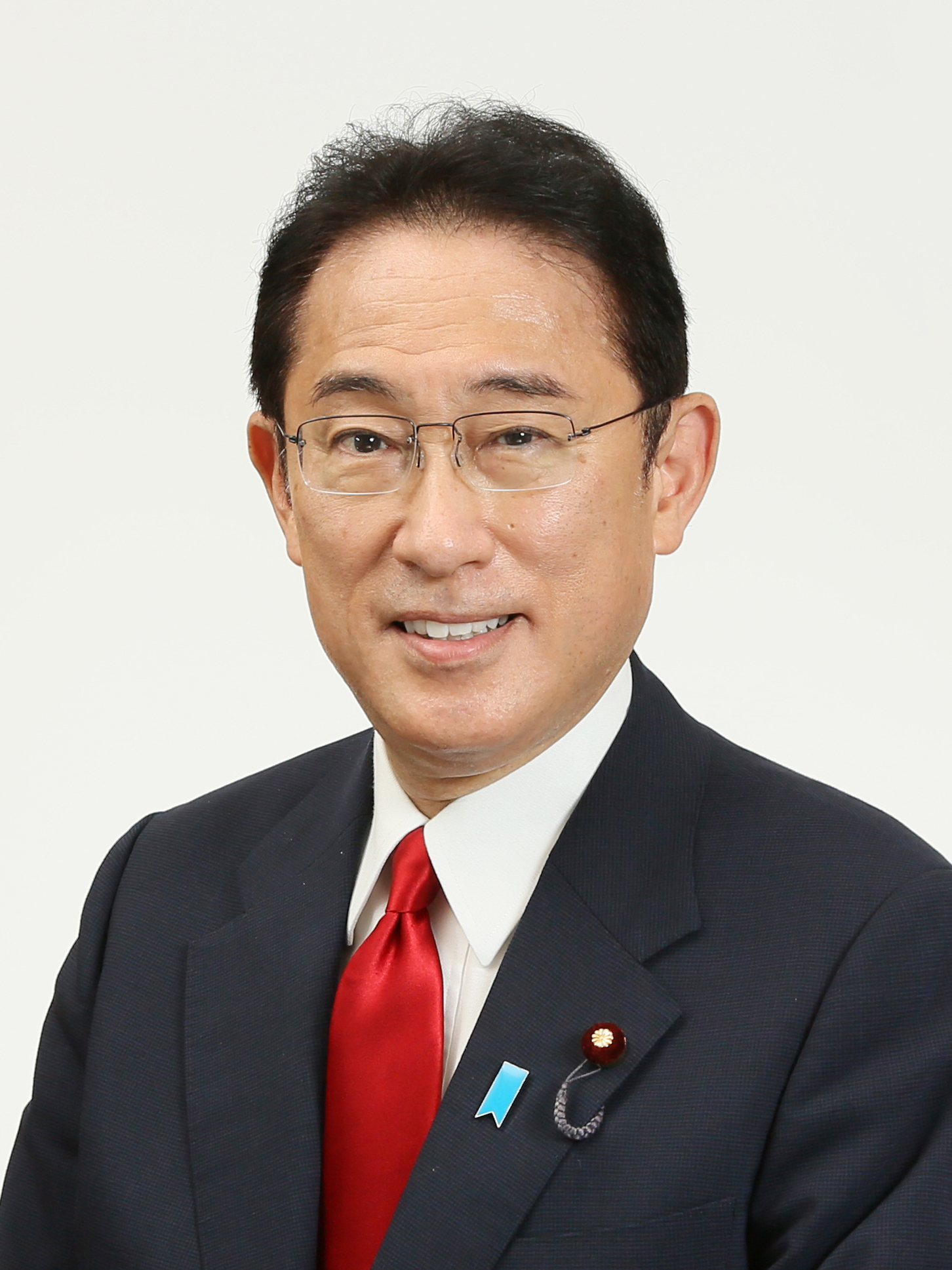
Giappone Fumio Kishida, Primo ministro
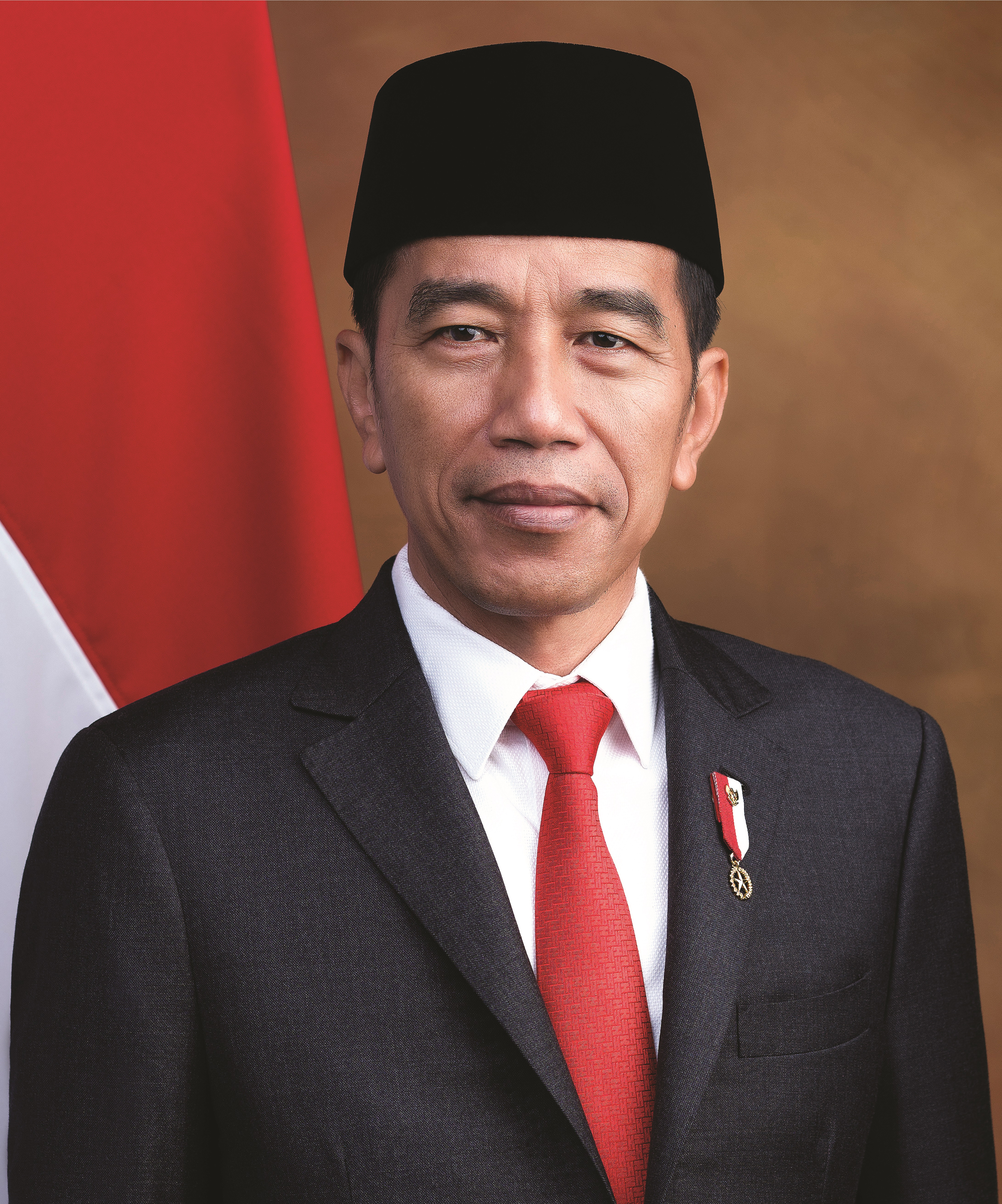
Indonesia Joko Widodo, Presidente dell'Indonesia, Presidente dell'ASEAN
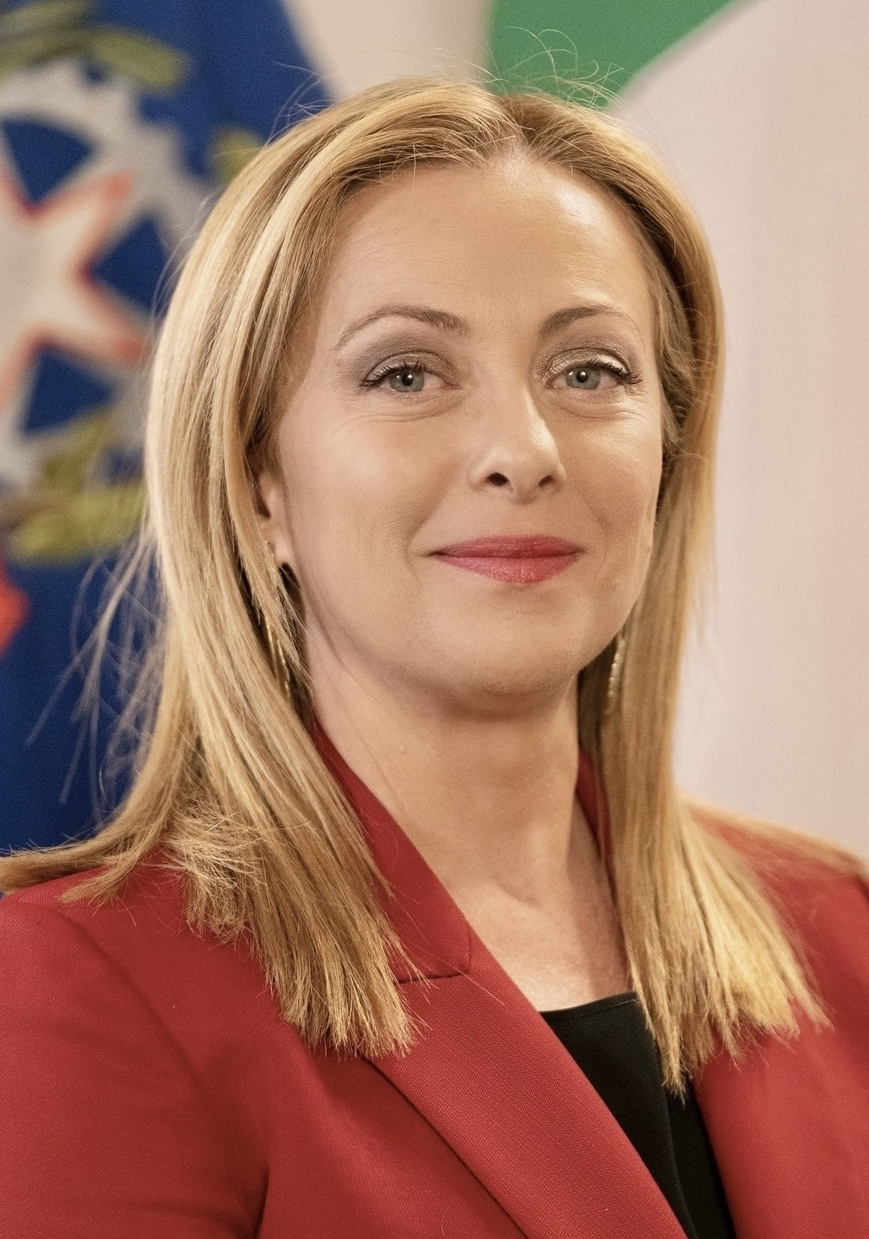
Italia Giorgia Meloni, Presidente del Consiglio
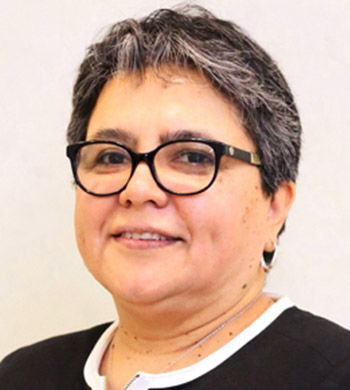
Messico Raquel Buenrostro Sánchez, Ministro dell'economia
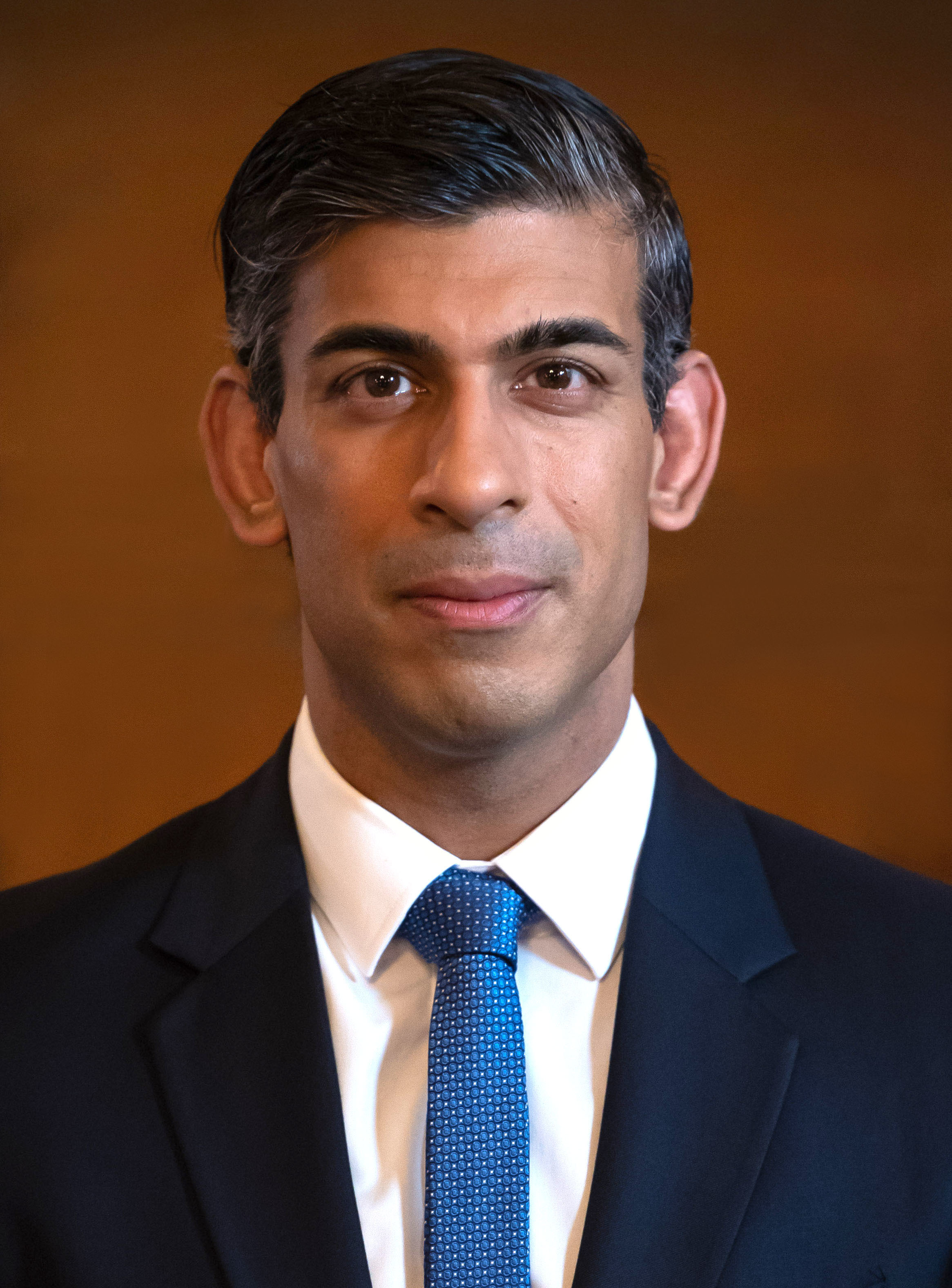
Regno Unito Rishi Sunak, Primo ministro
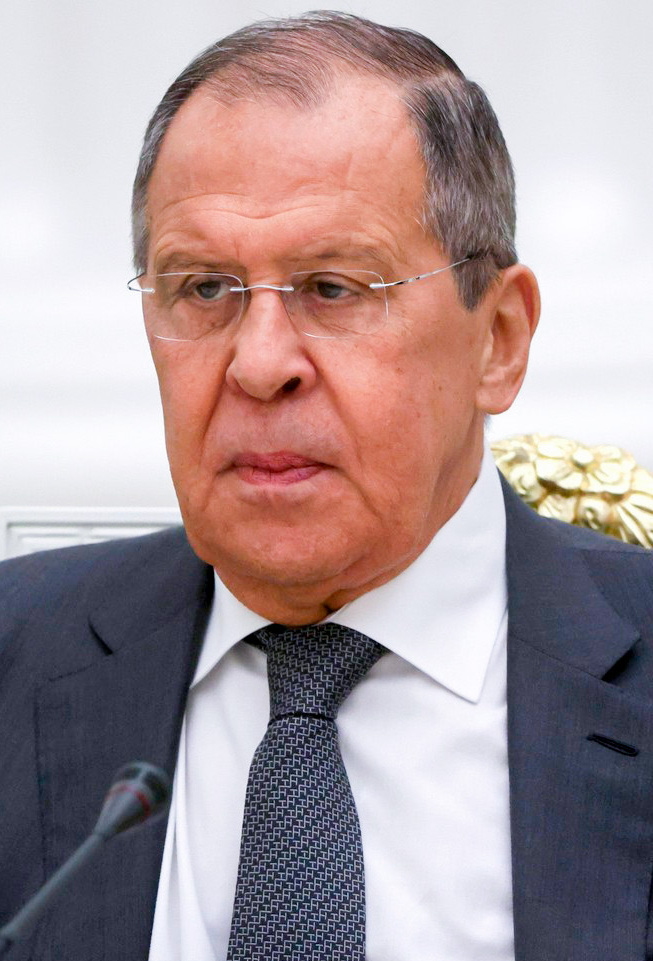
Russia Sergej Lavrov, Ministro degli esteri
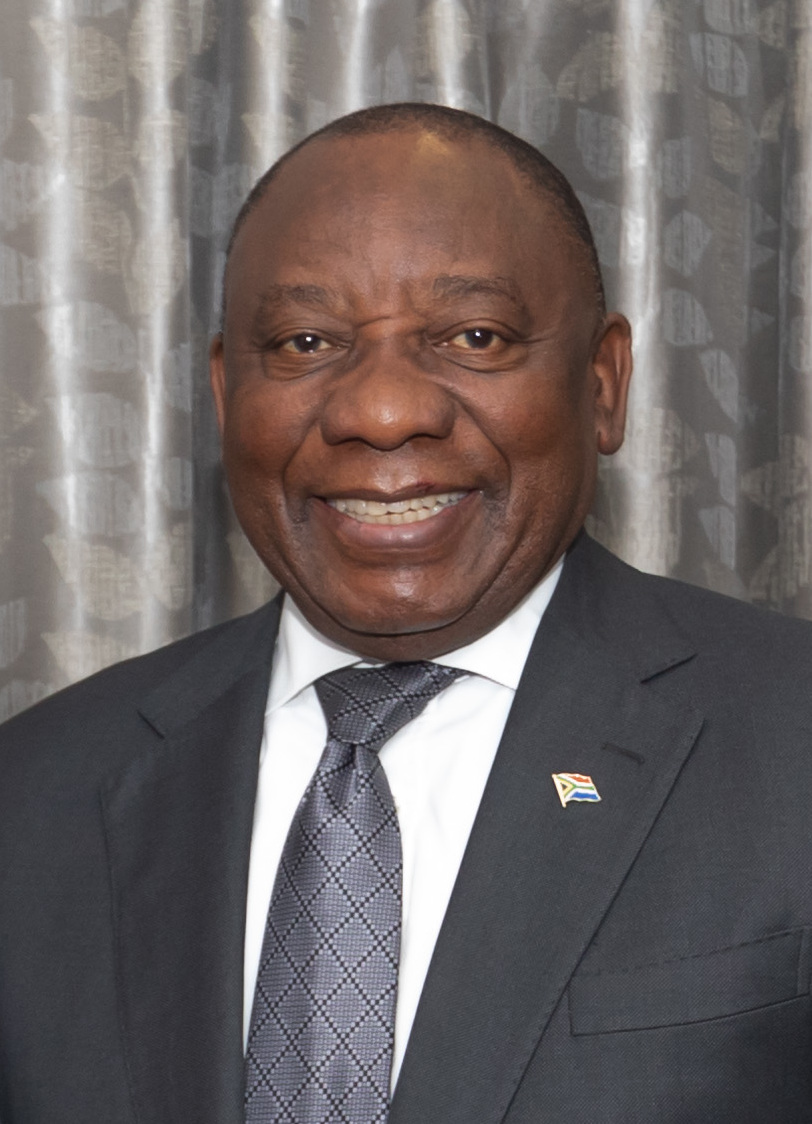
Sudafrica Cyril Ramaphosa, Presidente
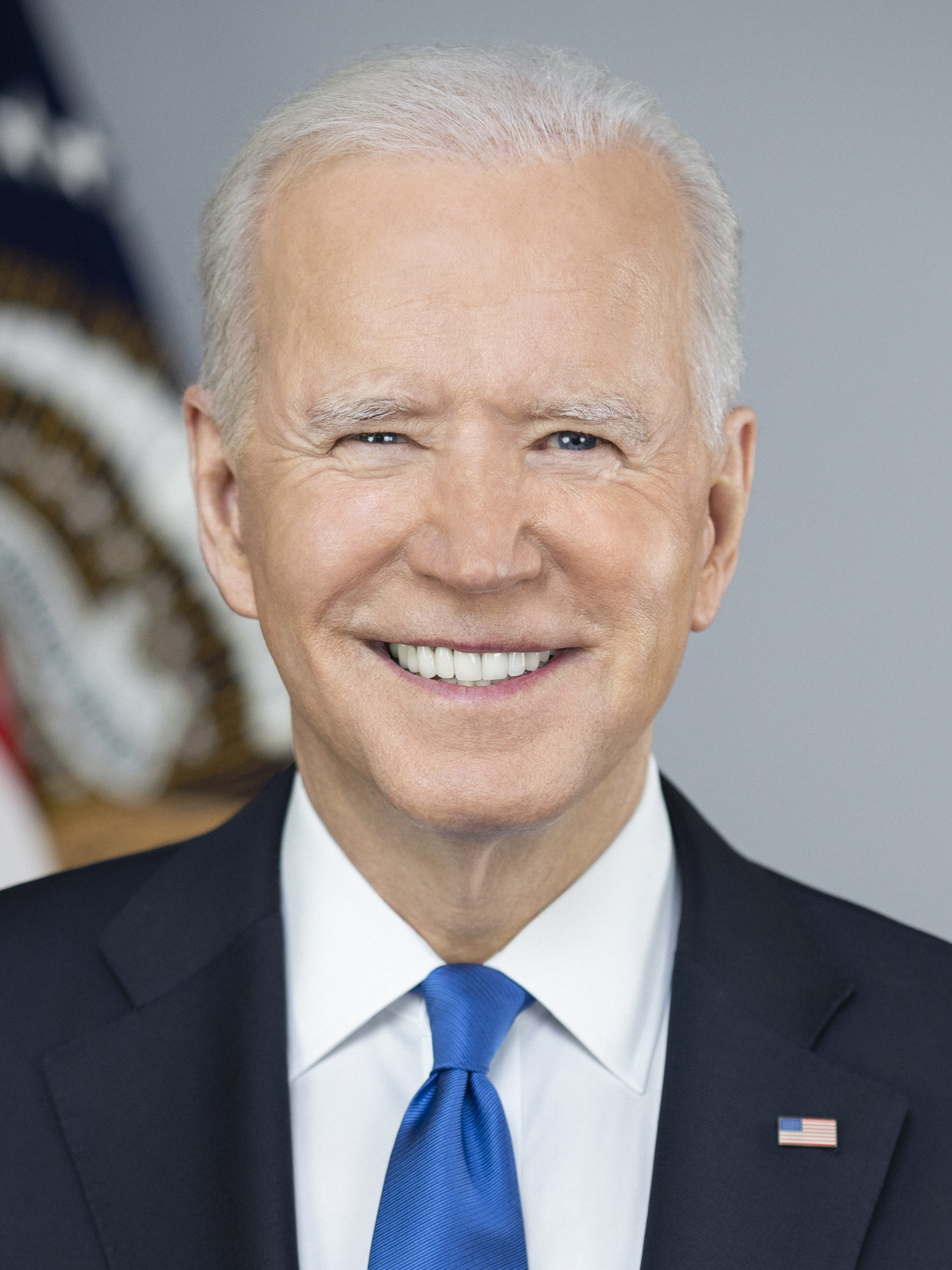
Stati Uniti Joe Biden, Presidente
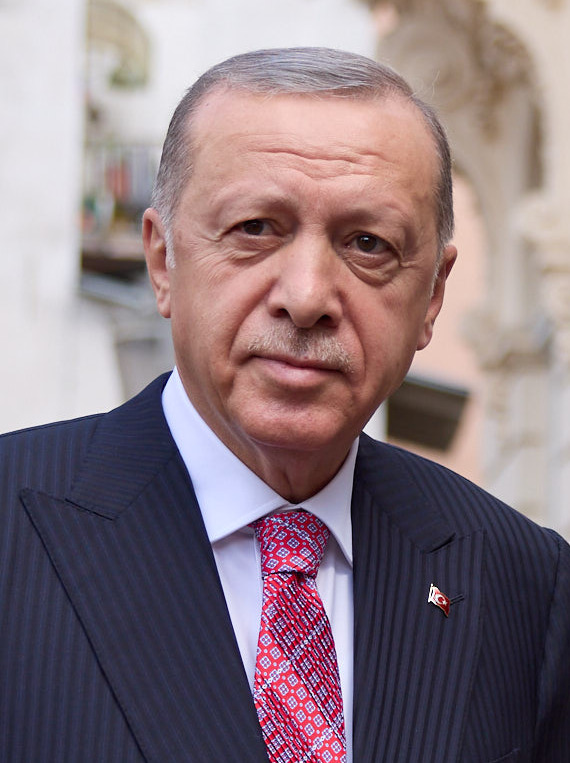
Turchia Recep Tayyip Erdoğan, Presidente
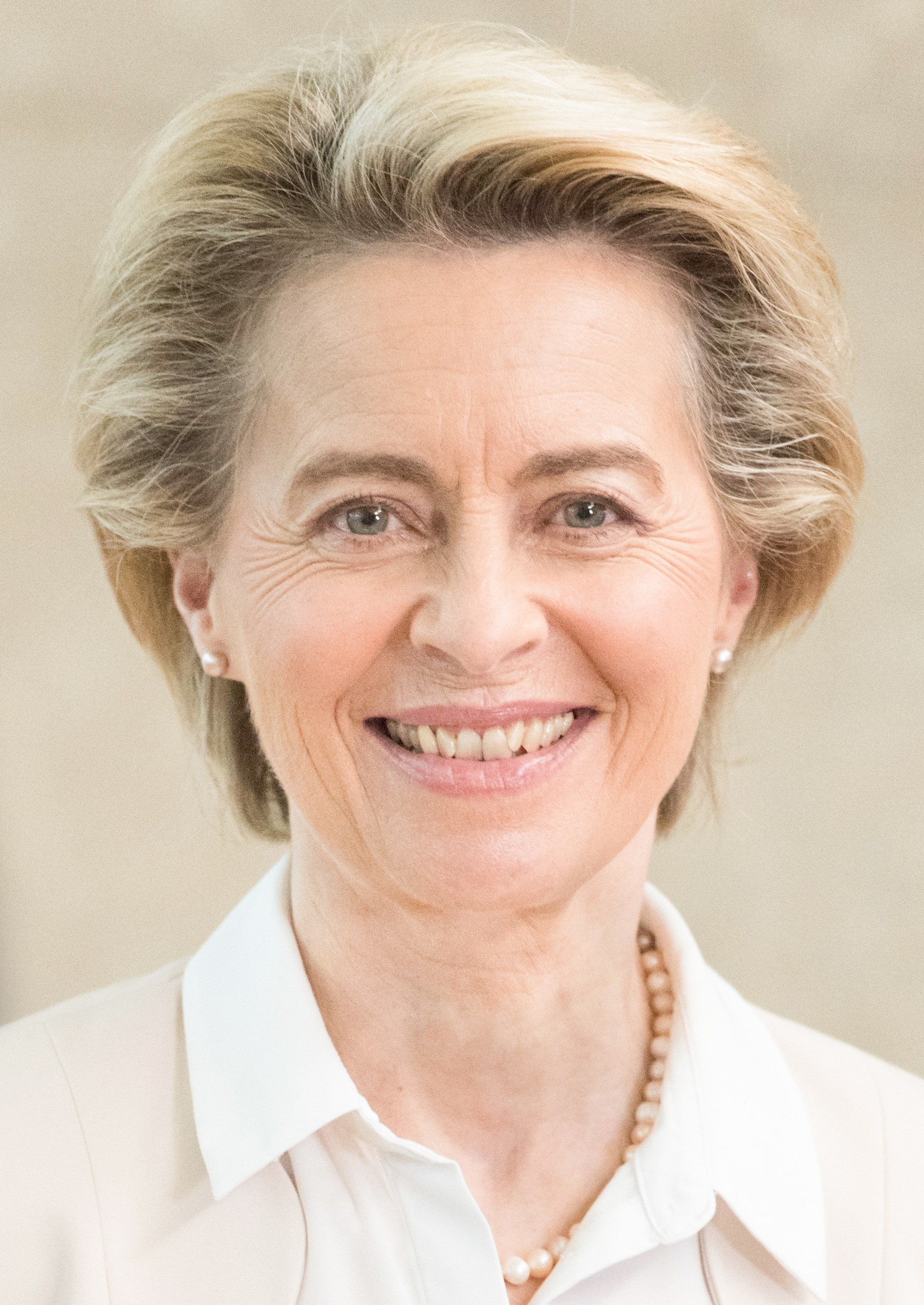
Unione europea Ursula von der Leyen, Presidente della Commissione europea
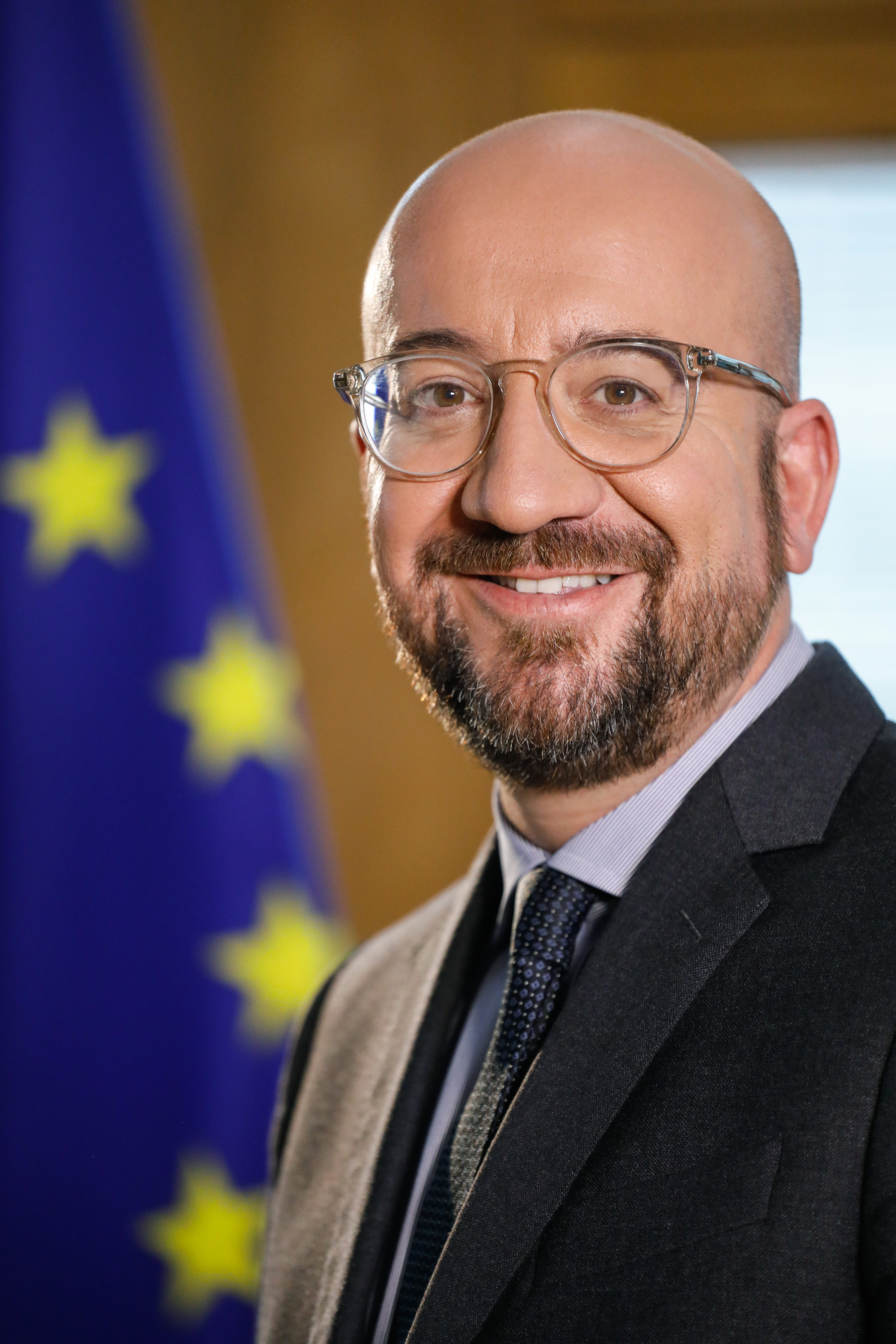
Unione europea Charles Michel, Presidente del Consiglio europeo

### Paesi invitati

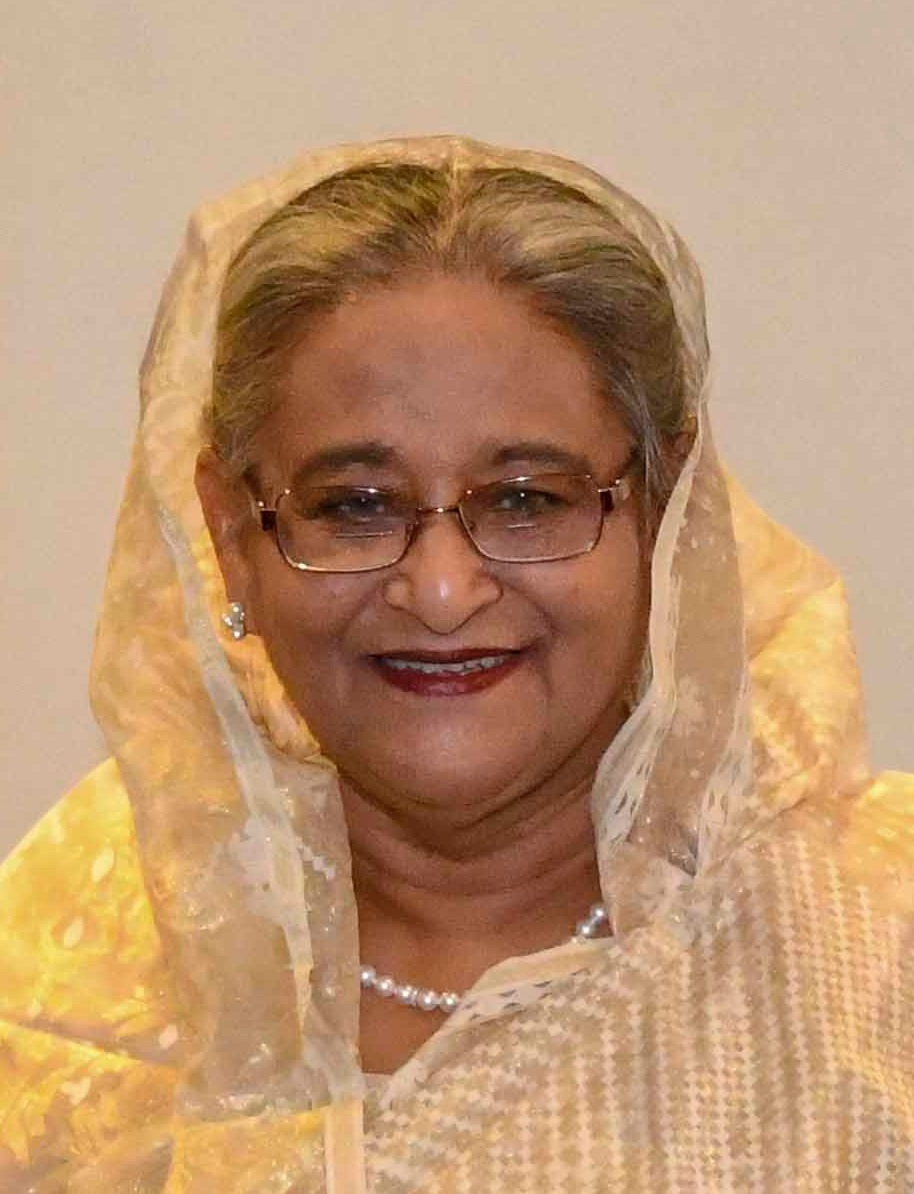
BGD Sheikh Hasina, Primo ministro
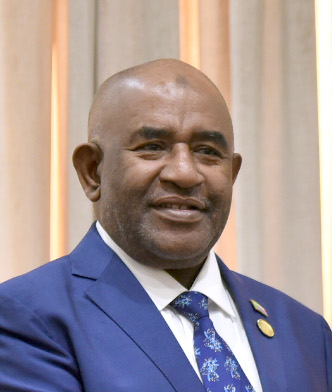
COM Azali Assoumani, Presidente, Presidente dell'Unione africana
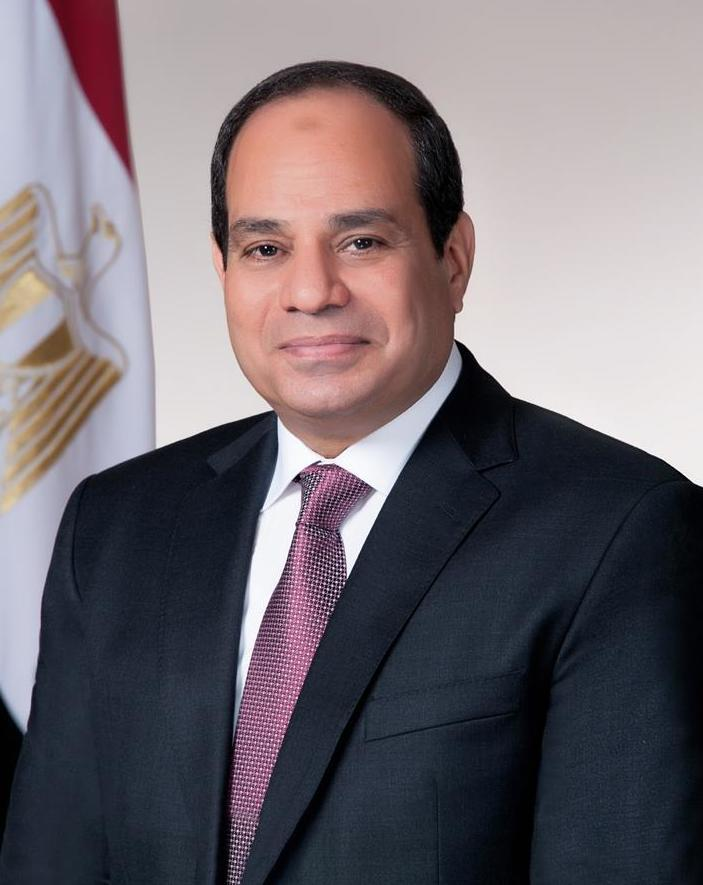
EGY Abdel Fattah al-Sisi, Presidente dell'Egitto, Presidente della NEPAD
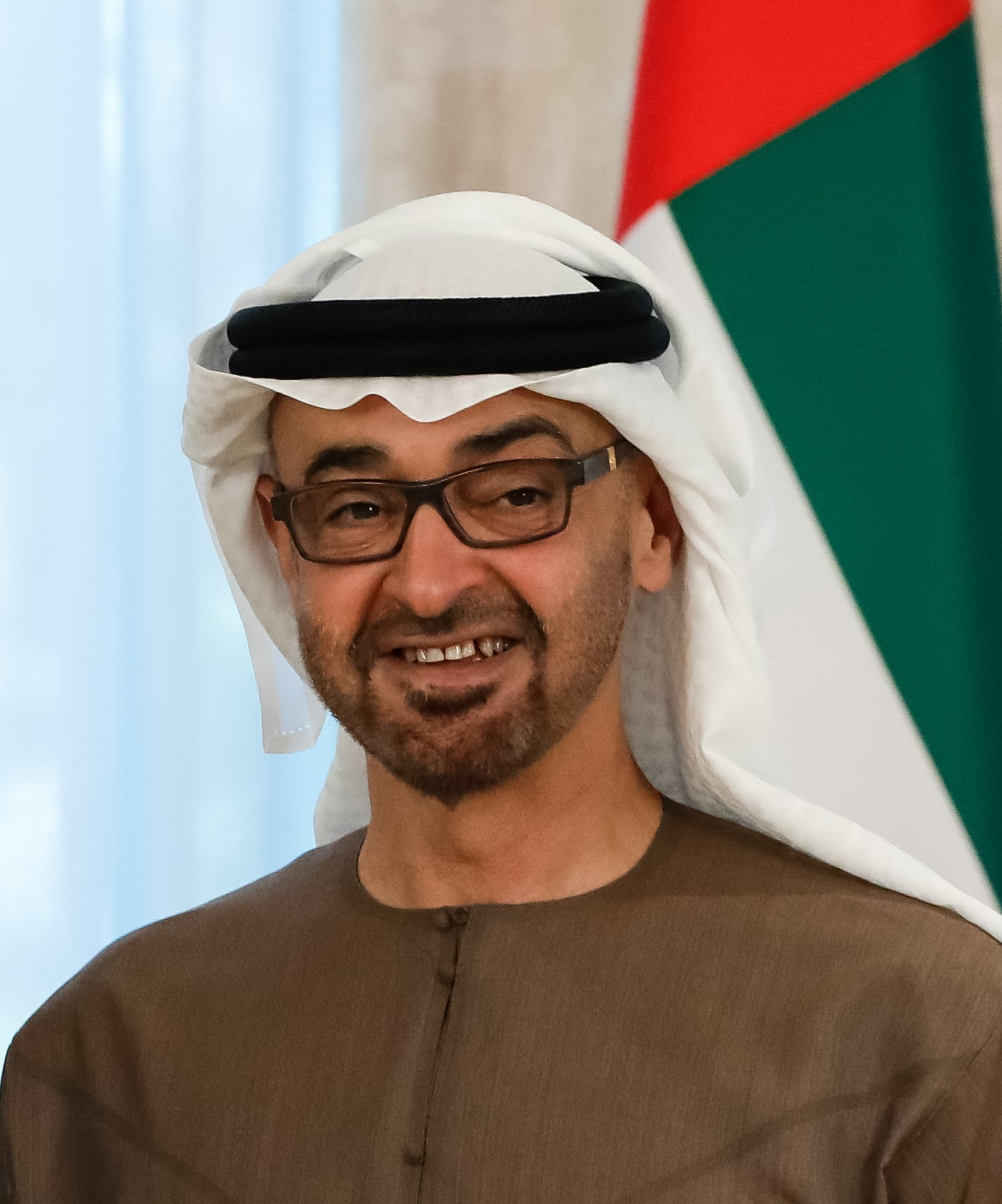
ARE Mohammed bin Zayed Al Nahyan, Presidente
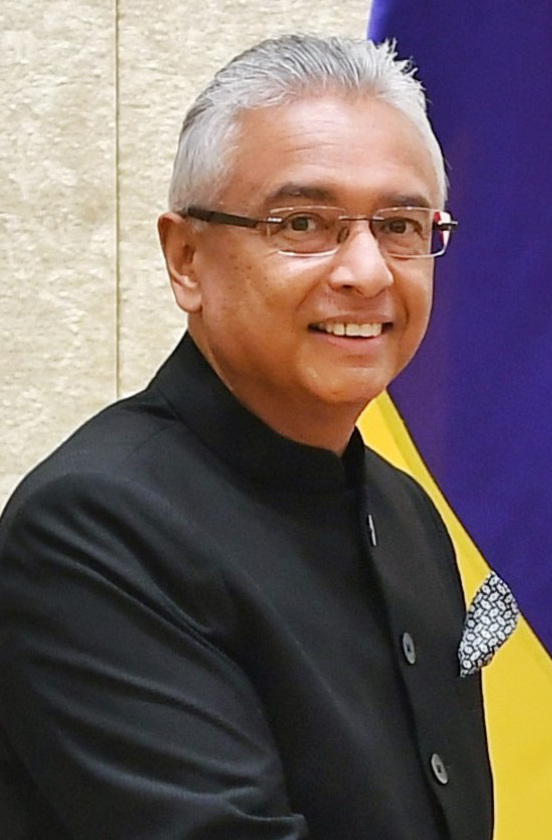
MUS Pravind Jugnauth, Primo ministro
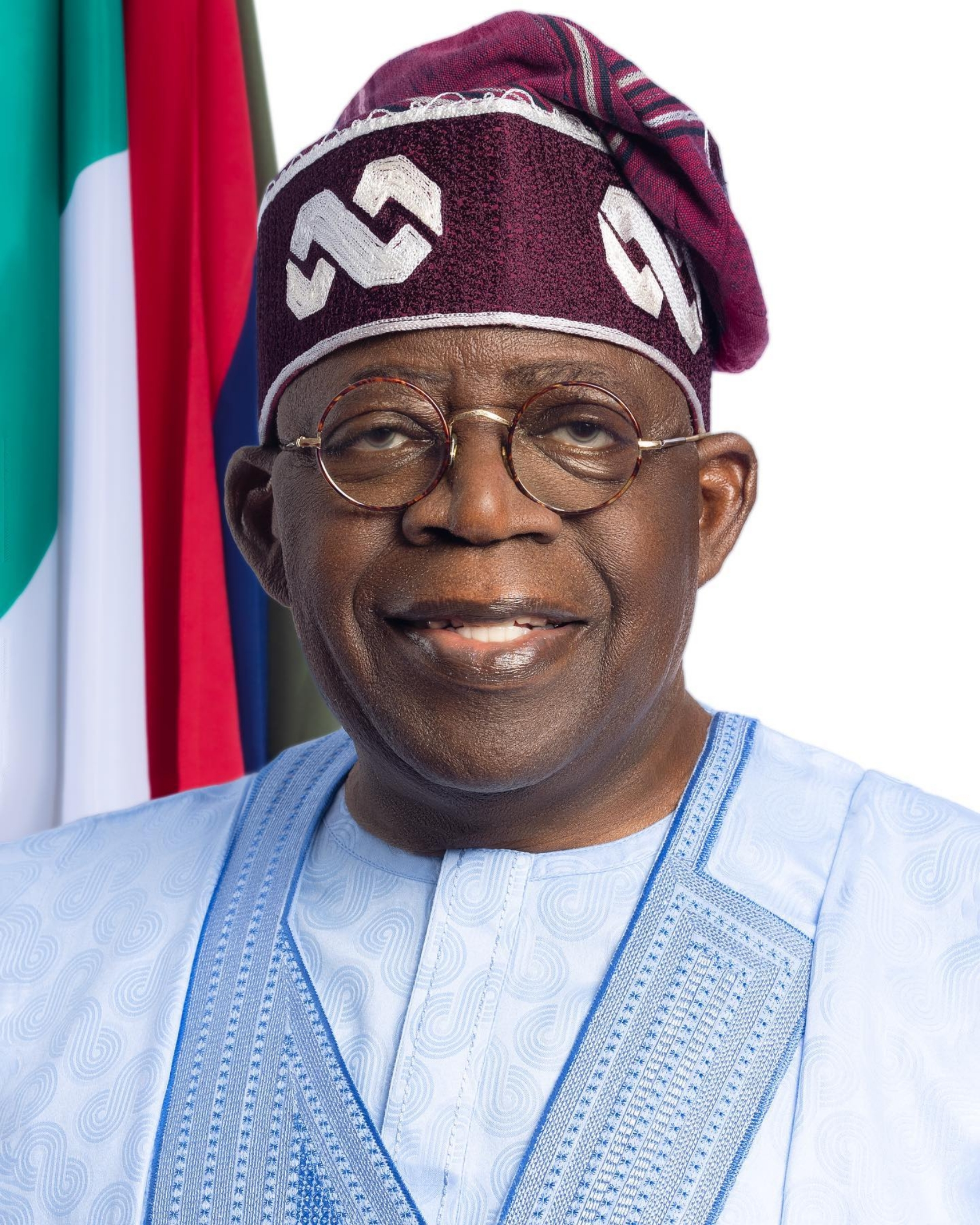
NGA Bola Tinubu, Presidente
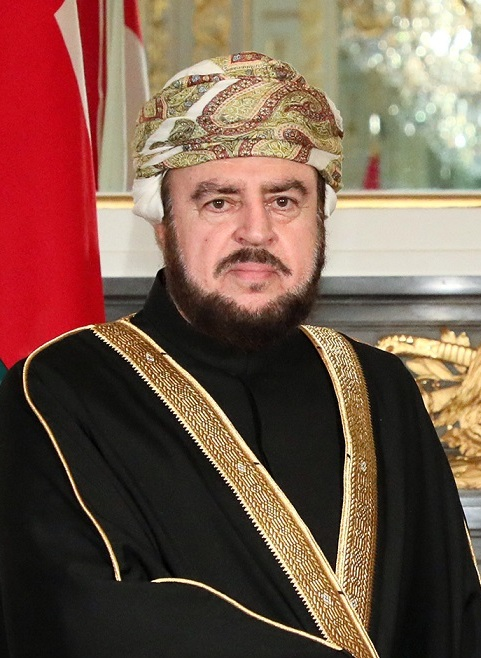
OMN Asa'ad bin Tariq, Vice primo ministro
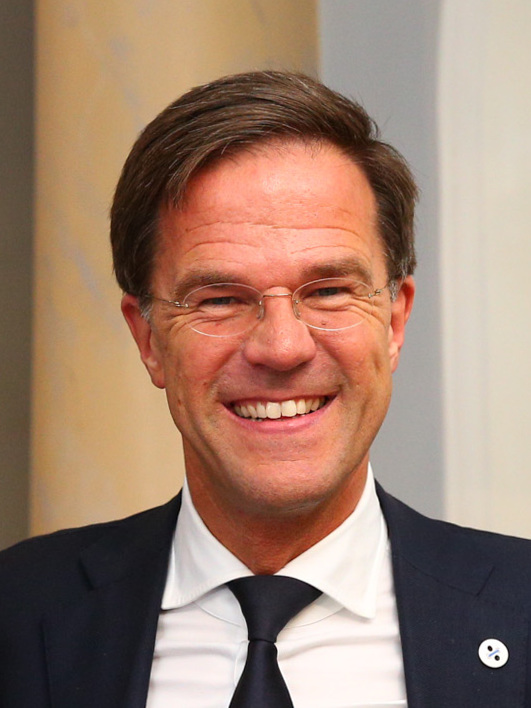
NLD Mark Rutte Primo ministro
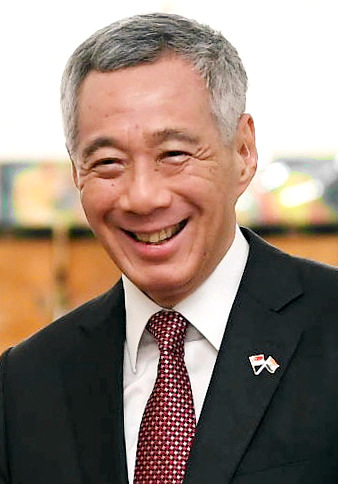
SGP Lee Hsien Loong, Primo ministro
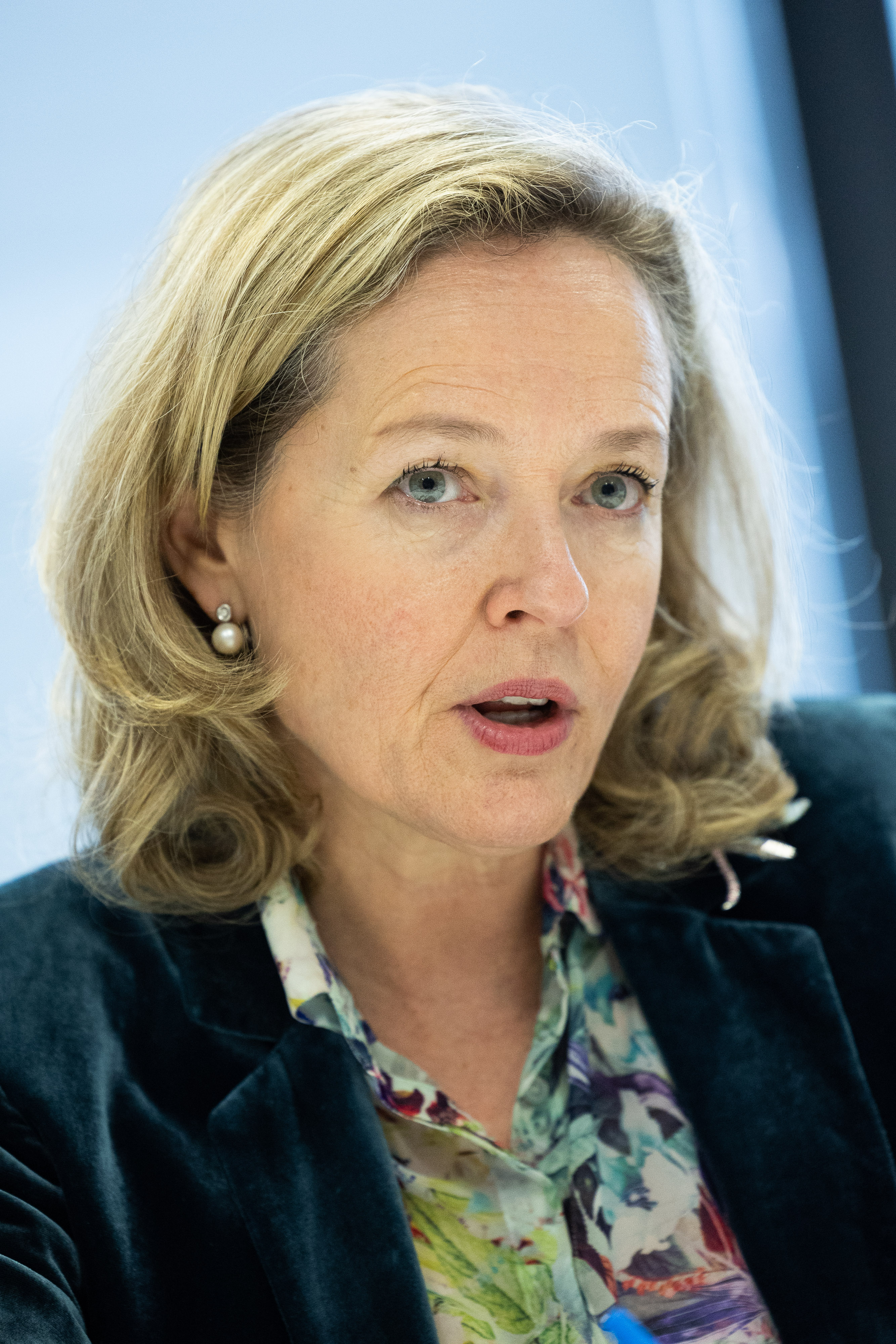
ESP Nadia Calviño, Vice presidente del Governo Ospite permanente

- Bangladesh
Sheikh Hasina, Primo ministro
- Comore
Azali Assoumani,
Presidente, Presidente dell'Unione africana
- Egitto
Abdel Fattah al-Sisi, Presidente dell'Egitto, Presidente della NEPAD
- Emirati Arabi Uniti
Mohammed bin Zayed Al Nahyan, Presidente
- Mauritius
Pravind Jugnauth, Primo ministro
- Nigeria
Bola Tinubu, Presidente
- Oman
Asa'ad bin Tariq, Vice primo ministro
- Paesi Bassi
Mark Rutte
Primo ministro
- Singapore
Lee Hsien Loong, Primo ministro
- Spagna
Nadia Calviño,
Vice presidente del Governo[2]
 Ospite permanente

### Organizzazioni internazionali

Alleanza solare internazionale Ajay Mathur, Direttore generale
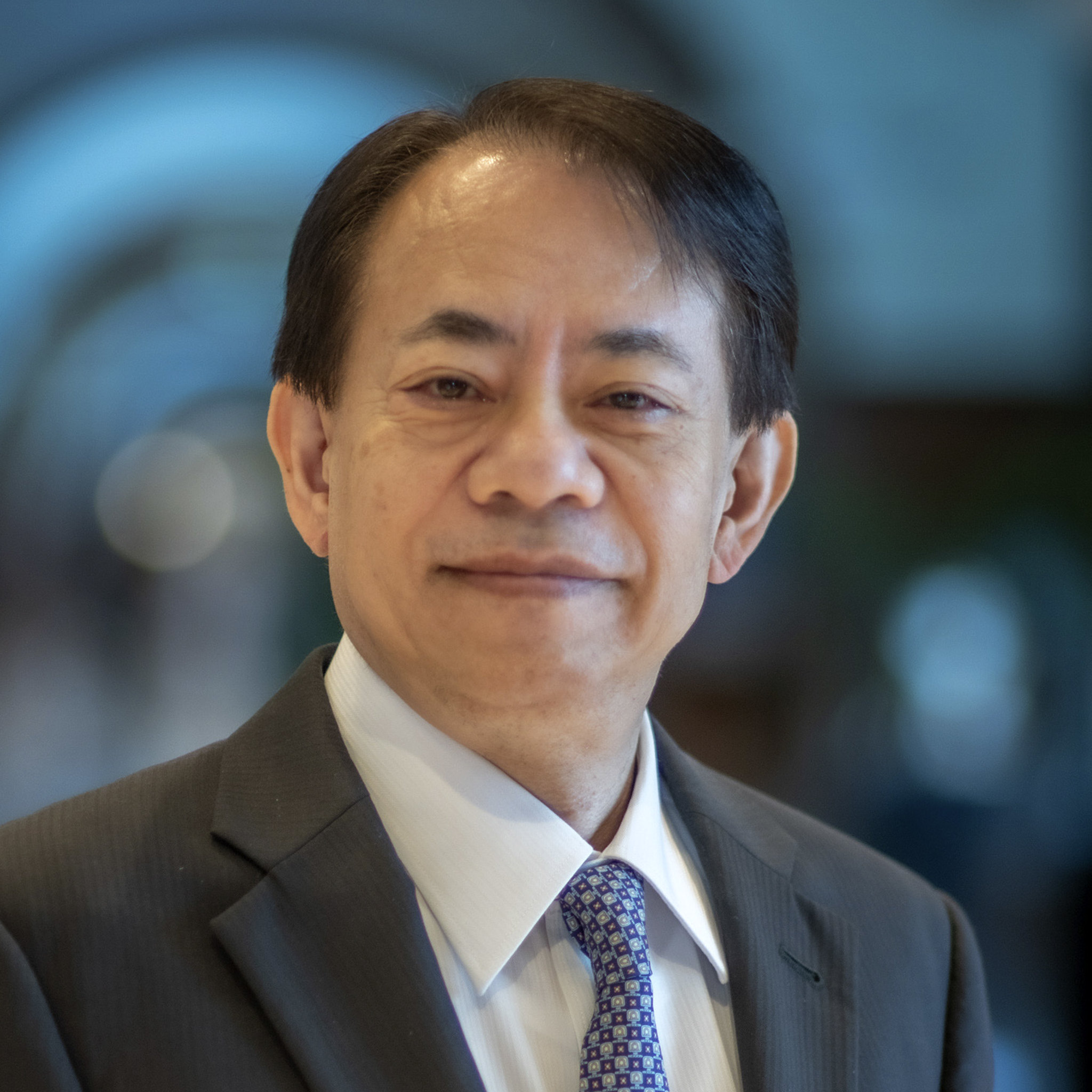
Asian Development Bank Masatsugu Asakawa, Presidente
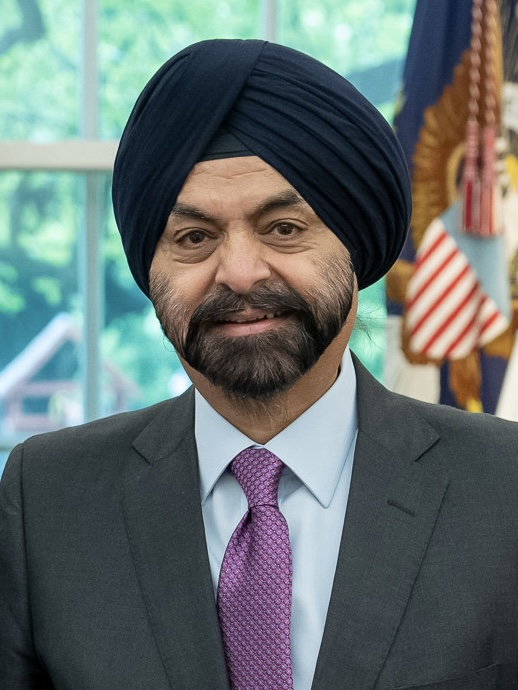
Banca Mondiale Ajay Banga, Presidente
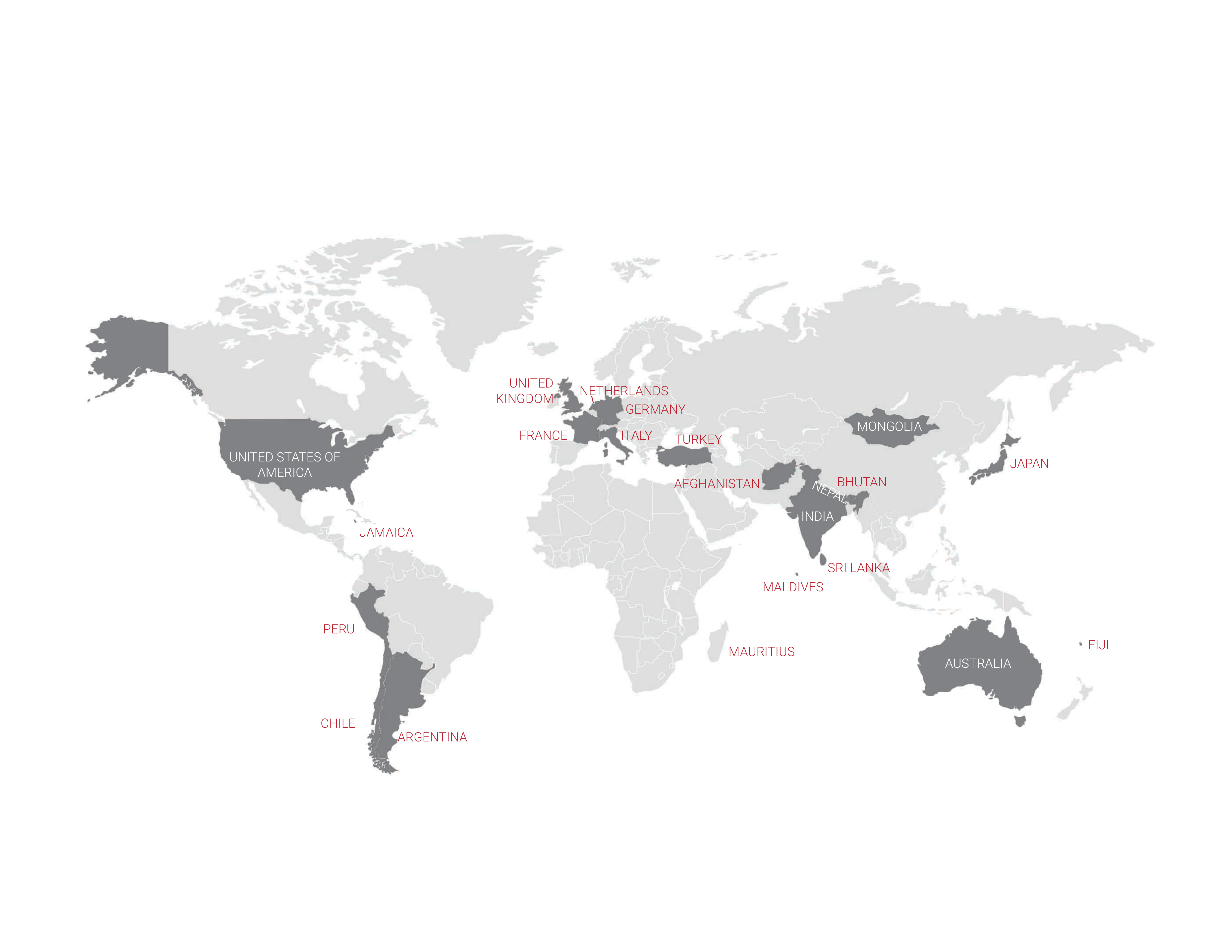
Coalizione per le infrastrutture resilienti ai disastri (CDRI) Amit Prothi, Direttore generale
Consiglio per la stabilità finanziaria Klaas Knot, Presidente
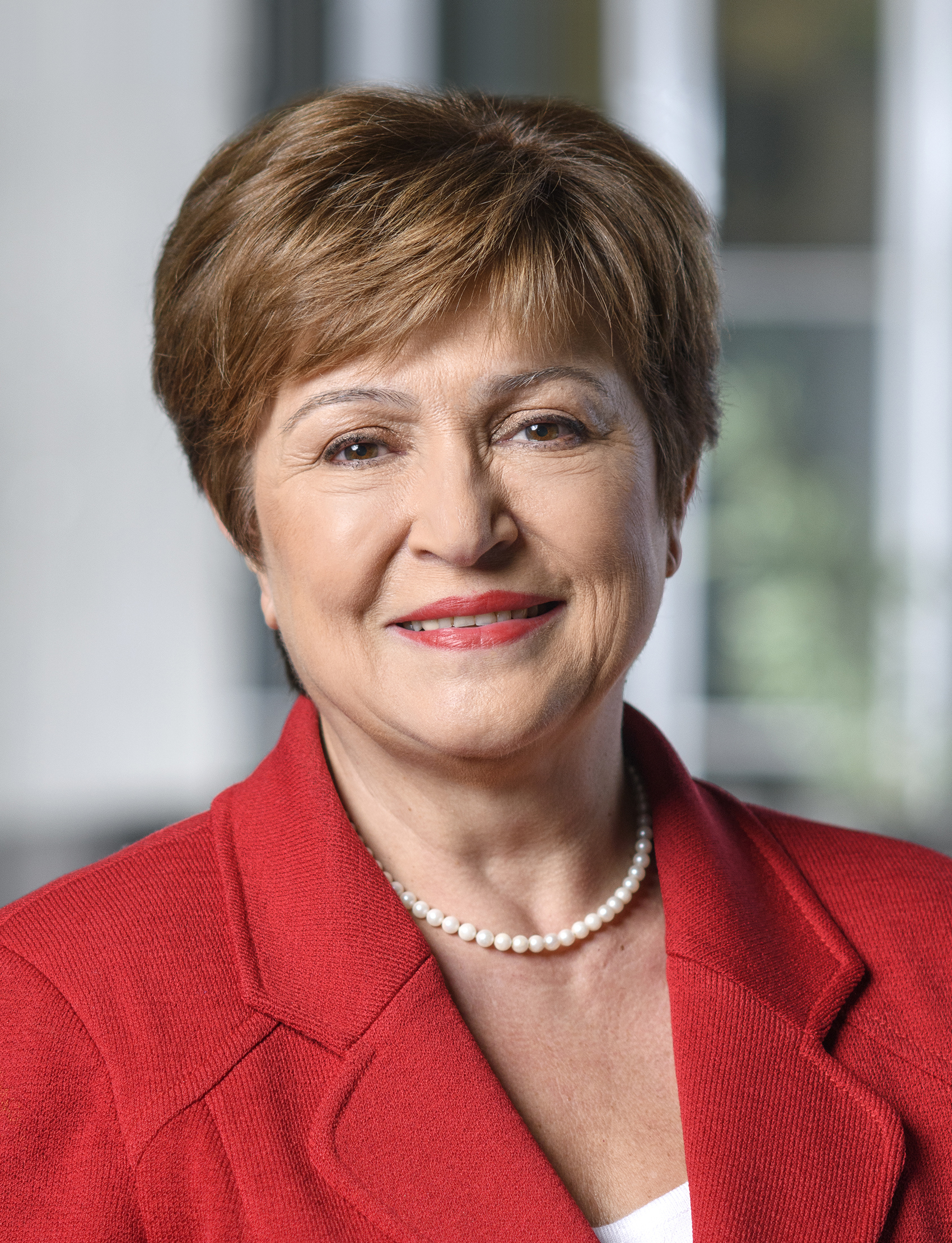
Fondo monetario internazionale Kristalina Georgieva, Direttore operativo
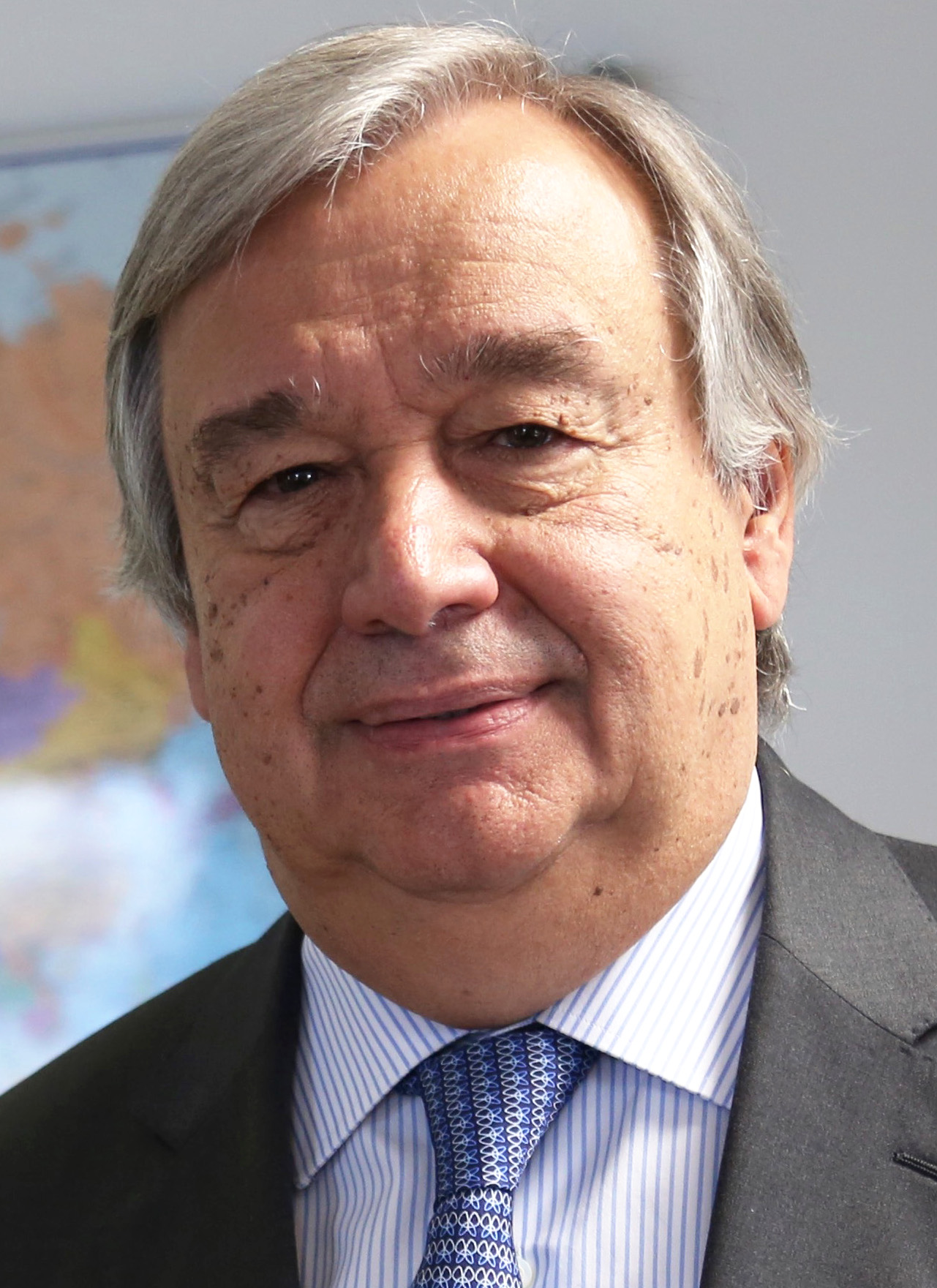
Nazioni Unite António Guterres, Segretario generale
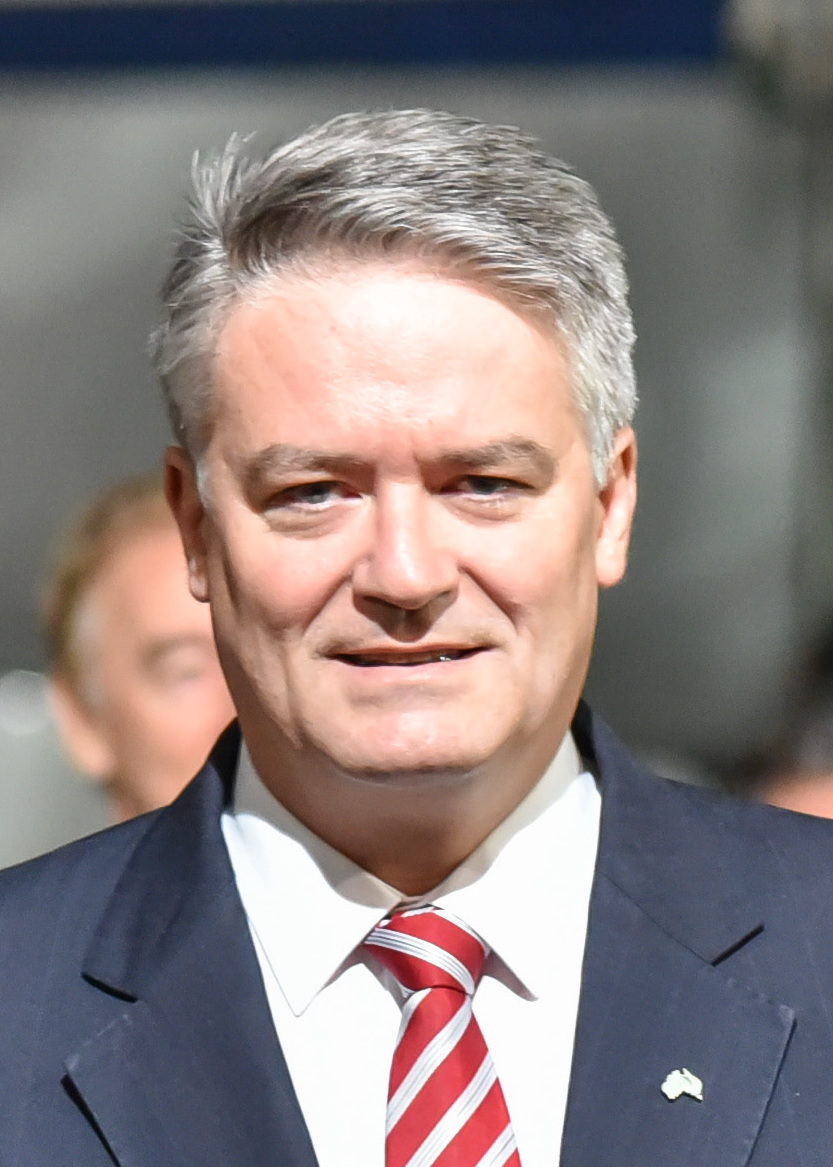
OCSE Mathias Cormann, Segretario generale
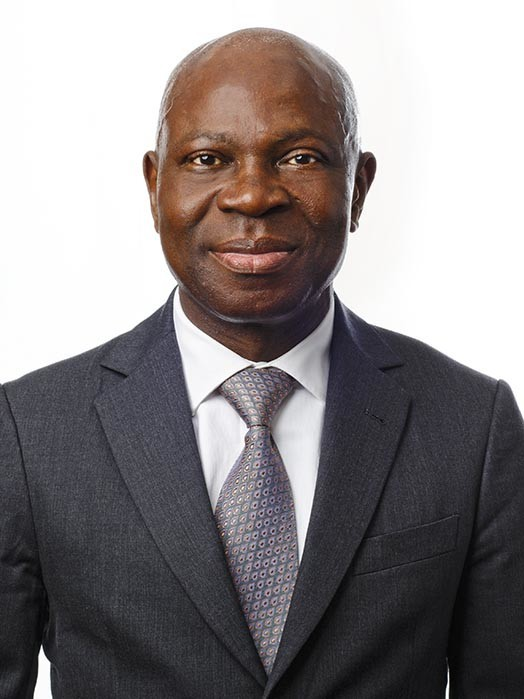
Organizzazione internazionale del lavoro Gilbert Houngbo, Direttore generale
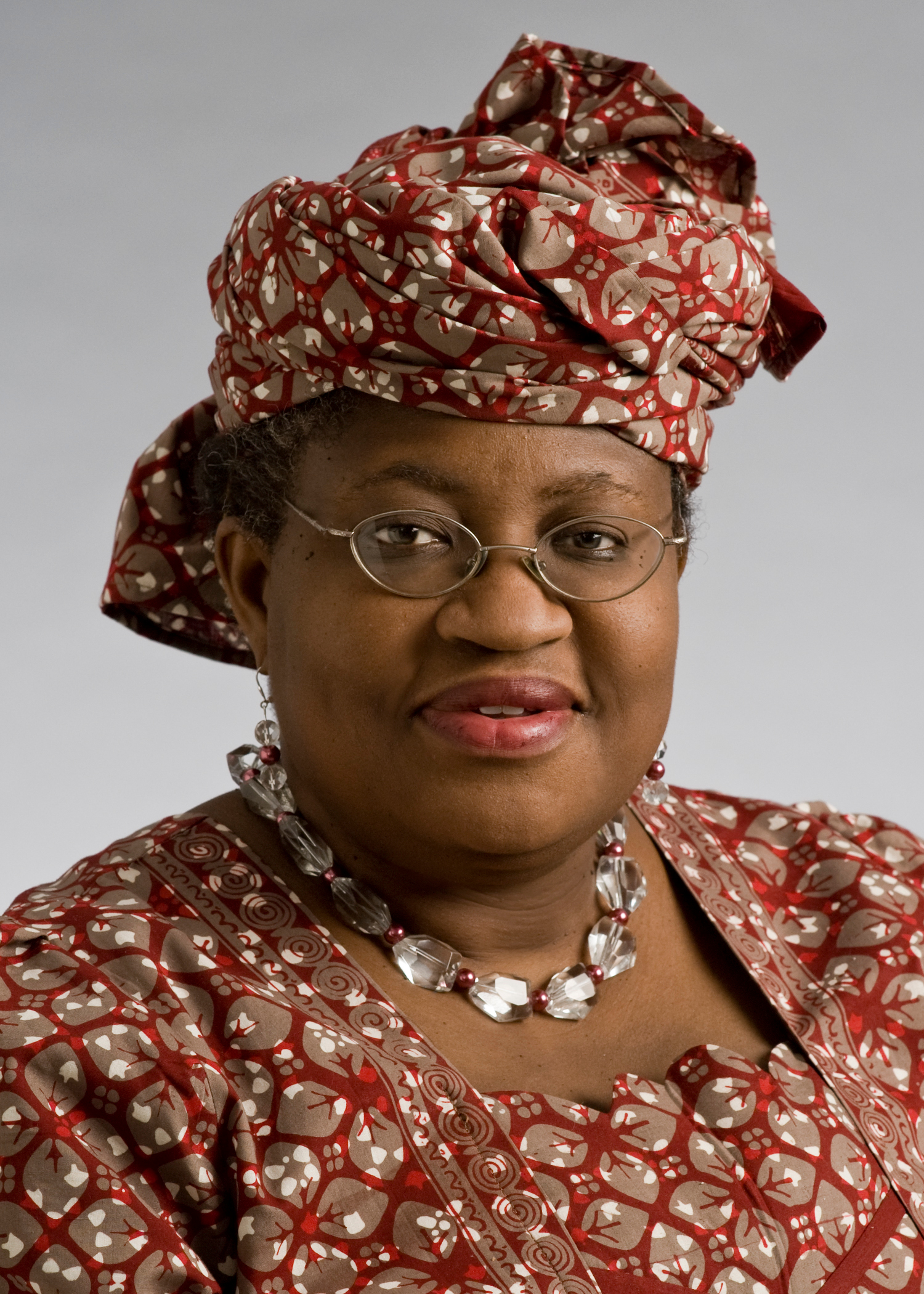
Organizzazione mondiale del commercio Ngozi Okonjo-Iweala, Direttrice generale
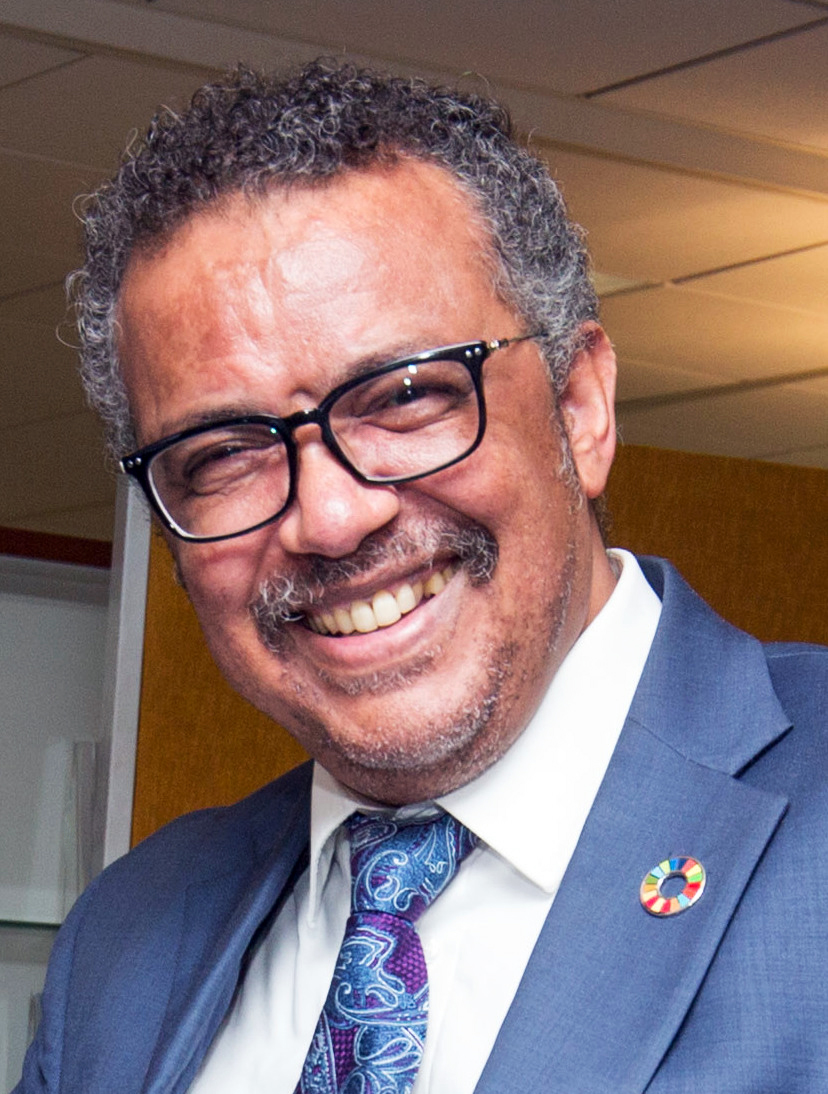
Organizzazione mondiale della sanità Tedros Adhanom Ghebreyesus, Direttore generale

### Leader assenti

#### Presidente Vladimir Putin
Il 25 agosto 2023 il portavoce presidenziale russo Dmitrij Peskov comunicava che il presidente Vladimir Putin sarebbe rimasto in Russia per concentrarsi sull'operazione militare speciale.
La vera ragione sta nel fatto che il 17 marzo 2023 la Corte penale internazionale ha emesso un mandato d'arresto contro il presidente Putin per crimini di guerra commessi durante l'invasione russa dell'Ucraina del 2022 e il conseguente rischio di essere arrestato al di fuori dei confini russi.

#### Presidente Xi Jinping
Il 4 settembre 2023 da Pechino arrivava la conferma che il presidente cinese Xi Jinping non avrebbe partecipato al vertice di Nuova Delhi e che al suo posto ci sarebbe stato il primo ministro Li Qiang.
Secondo alcuni analisti potrebbe trattarsi di uno sgarbo verso il primo ministro Modi che vede nel G20 di Nuova Delhi l'occasione per presentare l'India come attore globale e rappresentante del Sud del mondo.

#### Presidente Volodymyr Zelens'kyj
Il 16 agosto 2023 il ministro degli esteri indiano Subrahmanyam Jaishankar confermava che il presidente ucraino Volodymyr Zelens'kyj non è stato invitato al G20 in quanto è un «vertice per discutere i problemi dell'energia, dei fertilizzanti e dell'approvvigionamento alimentare» e non si occuperà di sicurezza globale.

## Presidenza
Il G20 del 2023 è stato presieduto dal primo ministro indiano Narendra Modi. Per la prima volta un vertice del G20 si è tenuto in India e la troika presidenziale (Joko Widodo, G20 del 2022, Narendra Modi, G20 del 2023 e Lula da Silva, G20 del 2024), appartiene al sud del mondo. La presidenza dell'India è iniziata il 1º dicembre 2022 a seguito del passaggio di consegne dal presidente indonesiano Widodo al primo ministro indiano Modi, al termine del vertice di Bali.
Per Narendra Modi il G20 di Nuova Delhi è una vetrina internazionale dello stato più popoloso del mondo, con un PIL in crescita del 6,1% nel 2023 rispetto al 5,2% di quello cinese, che si propone come leader del sud globale in contrapposizione all'assertività cinese. Importante anche il riuscito allunaggio della sonda spaziale nel polo sud lunare della missione Chandrayaan-3, avvenuto il 23 agosto 2023.
Narendra Modi ha presieduto il vertice come rappresentante di Bharat, l'altro nome in lingua hindi dell'India, previsto dall'Art. 1 della Costituzione dell'India.
Il partito di Modi si chiama Bharatiya Janata Party (Partito del Popolo Indiano) e si rivolge ai nazionalisti indù, a discapito delle minoranze religiose ed etniche.

### Preparativi del vertice
Per l'organizzazione del vertice il governo indiano ha stanziato 990 rupie crore (~111 milioni di euro) e per la sicurezza ha mobilitato 130 000 addetti, inclusi 80 000 agenti della polizia di Delhi.
In preparazione del vertice, le autorità indiane, incluso il Servizio archeologico dell'India, hanno intrapreso un'operazione di demolizione di massa dei rifugi per i senzatetto e le baraccopoli di Nuova Delhi, con conseguente allontanamento dei residenti emarginati.
Secondo il collettivo Concerned Citizens, circa 25 baraccopoli sono state rase al suolo con l'allontanamento di circa 250 000-300 000 persone, documentando episodi di brutalità da parte della polizia.
Con le chiusure imposte ai residenti del territorio di Delhi, tutte le scuole, gli uffici, i luoghi di lavoro, i mercati, i ristoranti e i negozi non alimentari hanno dovuto chiudere per tre giorni; la circolazione sulle strade è stata limitata, tutte le consegne di cibo sono state vietate e alle persone è stato raccomandato di rimanere a casa.

## Obiettivi
Il vertice del 2023 è basato su sei temi prioritari:
1. Sviluppo verde, finanza climatica e LiFE. Attenzione al cambiamento climatico, con particolare attenzione alla finanza e alla tecnologia climatica, oltre a garantire una transizione energetica giusta per i paesi in via di sviluppo. Introduzione della campagna Lifestyle for Environment (LiFE)[25], che promuove pratiche rispettose dell'ambiente e si basa sulle tradizioni sostenibili dell'India.
2. Crescita accelerata, inclusiva e resiliente. Concentrarsi sulle aree che hanno il potenziale per apportare una trasformazione strutturale, compreso il sostegno alle piccole e medie imprese nel commercio globale, sulla promozione dei diritti dei lavoratori e del welfare, sulla risoluzione del divario di competenze a livello globale e la costruzione di catene del valore agricolo e sistemi alimentari inclusivi.
3. Accelerare i progressi verso gli obiettivi di sviluppo sostenibile. Nuovo impegno a raggiungere gli obiettivi fissati nell'Agenda 2030 per lo sviluppo sostenibile, con particolare attenzione alla gestione dell'impatto della pandemia di COVID-19.
4. Trasformazione tecnologica e infrastruttura pubblica digitale. Promozione di un approccio alla tecnologia incentrato sull'uomo e maggiore condivisione delle conoscenze in settori quali le infrastrutture pubbliche digitali, l'inclusione finanziaria e lo sviluppo consentito dalla tecnologia in settori come l'agricoltura e l'istruzione.
5. Istituzioni multilaterali per il XXI secolo. Sforzi per riformare il multilateralismo e creare un sistema internazionale più responsabile, inclusivo e rappresentativo, in grado di affrontare le sfide del XXI secolo.
6. Sviluppo guidato dalle donne. Enfasi sulla crescita e sullo sviluppo inclusivi, con particolare attenzione all'emancipazione e alla rappresentanza delle donne al fine di promuovere lo sviluppo socioeconomico e il raggiungimento degli obiettivi di sviluppo sostenibile.

## Altri incontri nell'ambito del G20

### Incontri ministeriali
Anche nel 2023 si sono tenute le riunioni ministeriali prima del vertice dei Capi di Stato e di governo.
| Data                | Città ospitante | Incontro                                                       |
| ------------------- | --------------- | -------------------------------------------------------------- |
| 24-25 febbraio 2023 | Bangalore       | G20 Ministri delle finanze e Governatori delle Banche centrali |
| 1º-2 marzo 2023     | Nuova Delhi     | G20 Ministri degli affari esteri                               |
| 12-13 aprile 2023   | Washington      | G20 Ministri delle finanze e Governatori delle Banche centrali |
| 12 giugno 2023      | Varanasi        | G20 Ministri dello sviluppo                                    |
| 16-18 giugno 2023   | Hyderabad       | G20 Ministri dell'agricoltura                                  |
| 20-21 giugno 2023   | Goa             | G20 Ministri del turismo                                       |
| 22 giugno 2023      | Pune            | G20 Ministri dell'istruzione                                   |
| 5 luglio 2023       | Mumbai          | G20 Ministri della ricerca                                     |
| 17-18 luglio 2023   | Gandhinagar     | G20 Ministri delle finanze e Governatori delle Banche centrali |
| 20-21 luglio 2023   | Indore          | G20 Ministri del lavoro                                        |
| 22 luglio 2023      | Goa             | G20 Ministri dell'energia                                      |
| 28 luglio 2023      | Chennai         | G20 Ministri dell'ambiente e del clima                         |
| 2-4 agosto 2023     | Gandhinagar     | Conferenza ministeriale G20 sull'empowerment femminile         |
| 12 agosto 2023      | Calcutta        | Incontro ministeriale per l'anticorruzione                     |
| 18-19 agosto 2023   | Gandhinagar     | G20 Ministri della salute                                      |
| 19 agosto 2023      | Bangalore       | G20 Ministri della digitalizzazione                            |
| 24-25 agosto 2023   | Jaipur          | G20 Ministri del commercio e degli investimenti                |
| 26 agosto 2023      | Varanasi        | G20 Ministri della cultura                                     |

### Engagement Groups
Gli Engagement Groups, che comprendono partecipanti non governativi di ciascun membro del G20, forniscono raccomandazioni ai leader del G20 e contribuiscono al processo di elaborazione delle politiche. Per il G20 del 2023 gli Engagement Groups sono:
| Sigla     | Alias                             | Attività                                                                   |
| --------- | --------------------------------- | -------------------------------------------------------------------------- |
| B20       | Business 20                       | forum di dialogo con la comunità imprenditoriale internazionale            |
| C20       | Civil 20                          | forum di dialogo con le organizzazioni della società civile                |
| L20       | Labour 20                         | forum di dialogo con le realtà sindacali                                   |
| P20       | Parliament 20                     | forum di dialogo dei presidenti dei Parlamenti                             |
| S20       | Science 20                        | forum di dialogo degli scienziati                                          |
| SAI20     | Supreme Audit Institutions dei 20 | rappresenta le istituzioni superiori di controllo                          |
| Startup20 | Startup 20                        | piattaforma comune per le startup                                          |
| T20       | Think 20                          | forum di dialogo delle questioni socio-economiche internazionali rilevanti |
| U20       | Urban 20                          | forum di dialogo delle principali città                                    |
| W20       | Women 20                          | forum delle donne e dell'uguaglianza di genere                             |
| Y20       | Youth 20                          | forum dei giovani                                                          |

#### Business 20
Il vertice Business 20 (B20) si è tenuto al Taj Palace Hotel di Nuova Delhi dal 25 al 27 agosto 2023, presieduto da Natarajan Chandrasekaran di Tata Group ed erano presenti 800 delegati di 59 paesi. Il motto del vertice Responsible, Accelerated, Innovative, Sustainable and Equitable Businesses (R.A.I.S.E) indica che la comunità imprenditoriale del G20 dovrebbe alzare gli standard per una crescita equa impegnandosi in pratiche commerciali responsabili e radicate in pratiche sostenibili, generare profitti promuovendo allo stesso tempo lo sviluppo economico e sociale senza incidere negativamente sulle persone e sul pianeta.

## Manifestazioni
Il 18 agosto 2023 si è tenuto a Nuova Delhi un contro-vertice, intitolato We20 People's Summit con il motto «Le persone e la natura al di sopra dei profitti per un futuro giusto, inclusivo, trasparente ed equo», con la partecipazione di 400-500 attivisti e accademici in rappresentanza di oltre 70 movimenti popolari, sindacati e organizzazioni della società civile. La manifestazione intendeva criticare la «natura neoliberista, elitaria ed esclusivista del gruppo G20», sostenendo che i loro sforzi per proteggere l'ambiente sono insufficienti, e criticava altresì il governo Modi per aver utilizzato l'evento per promuovere i propri obiettivi politici, spendendo ingenti somme in pubblicità e l'allontanamento di migliaia di persone povere a causa dei lavori di ristrutturazione in preparazione del vertice.
Il contro-vertice doveva durare sino al 20 agosto, ma il secondo giorno la sede dell'incontro è stata bloccata dalla polizia poiché non era stata concessa l'autorizzazione alla manifestazione, trovandosi in una zona di massima sicurezza. Secondo gli organizzatori l'India si sta «avvicinando sempre più all'essere uno stato di polizia».

## Conclusioni
Nel suo discorso di apertura il primo ministro Narendra Modi ha invitato l'Unione Africana, rappresentata dal suo presidente Azali Assoumani, come membro permanente del G20, con l'approvazione dei leader presenti. Secondo Modi questa decisione «rafforzerà il G20 e rafforzerà anche la voce del Sud del mondo».
Moussa Faki, presidente della Commissione dell'Unione africana, ha commentato: «Questa adesione, che sosteniamo da tempo, fornirà un quadro propizio per amplificare il sostegno a favore del continente e il suo concreto contributo nell'affrontare le sfide globali».
I leader di India, Singapore, Bangladesh, Italia, Stati Uniti, Brasile, Argentina, Mauritius ed Emirati Arabi Uniti, hanno lanciato l'Alleanza globale per i biocarburanti (Global Biofuel Alliance, GBA), per accelerare l'adozione globale dei biocarburanti facilitando i progressi tecnologici, intensificando l'utilizzo di biocarburanti sostenibili, definendo solidi standard e certificazioni attraverso la partecipazione di un ampio ventaglio di parti interessate.
I leader di India, Unione europea, Stati Uniti, Arabia Saudita, Emirati Arabi Uniti, Francia, Germania e Italia, hanno sottoscritto un memorandum d'intesa per la costruzione del Corridio economico India-Medio Oriente-Europa (India-Middle East-Europe Economic Corridor, IMEC), un corridoio di trasporto intermodale che collegherà India, Arabia Saudita, Emirati Arabi Uniti, Giordania, Israele e Unione europea e che ridurrà i tempi e i costi di trasporto rispetto al Canale di Suez, in contrapposizione con la Nuova via della seta cinese.

## Pubblicazioni
- (EN) G20 New Delhi Leaders' Declaration (PDF), New Delhi, G20 2023 India, 10 settembre 2023.